# Truyền hình ở Việt Nam

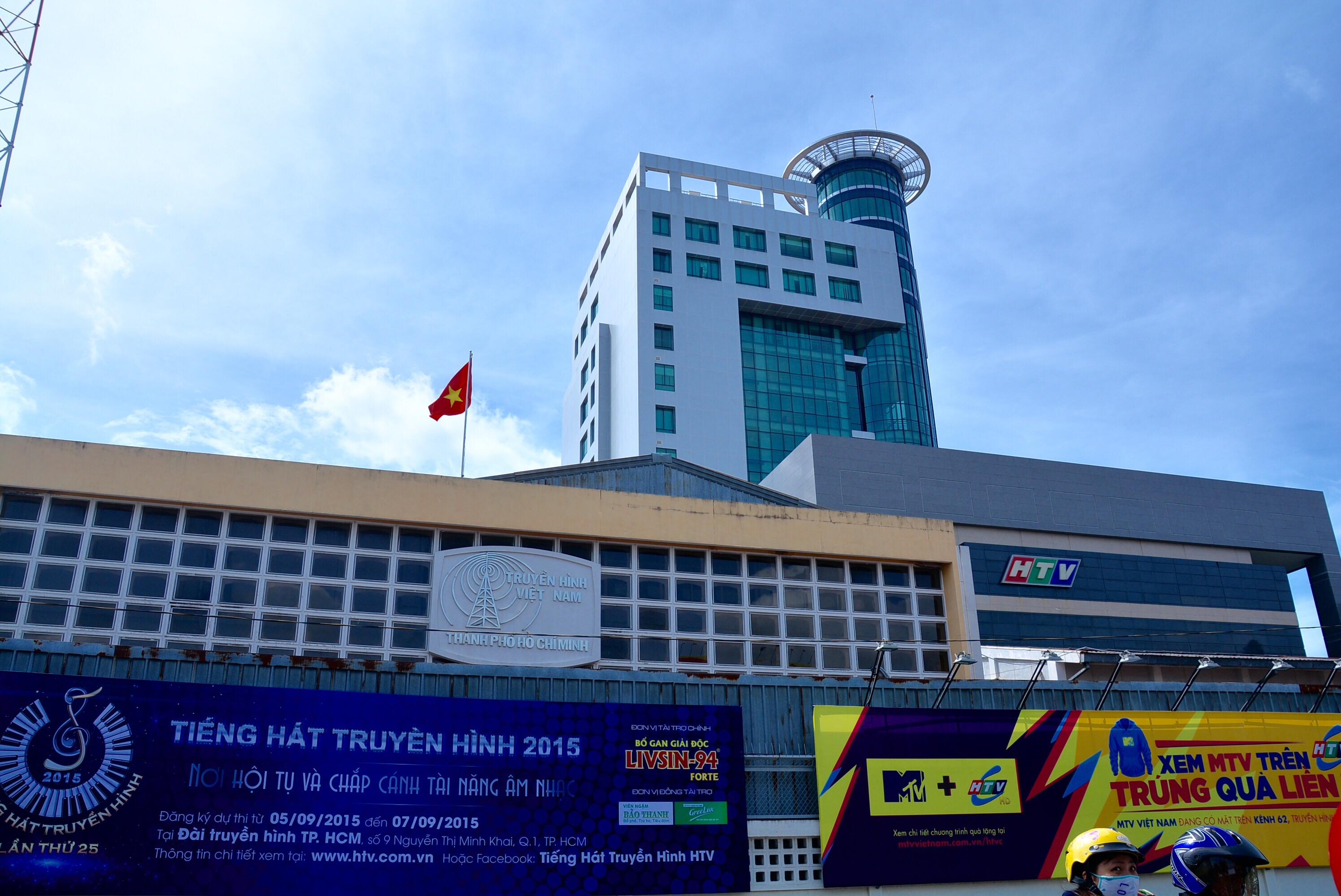
Trụ sở của Đài Truyền hình Thành phố Hồ Chí Minh.

Truyền hình ở Việt Nam bắt đầu xuất hiện từ giữa những năm 1960 tại Sài Gòn (thuộc Việt Nam Cộng hòa trước đây), với sự xuất hiện của Đài Truyền hình Sài Gòn. Đến năm 1970, tại miền Bắc, Đài Tiếng nói Việt Nam phát sóng thử nghiệm chương trình truyền hình đầu tiên. Cuối những năm 1970, truyền hình màu được giới thiệu và phát sóng thử nghiệm. Ngày nay, truyền hình tại Việt Nam có mặt dưới nhiều phương thức phát sóng, với nhiều kênh truyền hình quốc gia và địa phương, phát sóng quảng bá hoặc trả tiền với hơn 200 kênh truyền hình có sẵn cho người xem. Việt Nam đã hoàn thành số hoá truyền hình mặt đất vào ngày 28 tháng 12 năm 2020.
Truyền hình tại Việt Nam được coi là một loại hình báo chí, quản lý theo Luật báo chí bởi Bộ Thông tin và Truyền thông, theo đó luật không cho phép các doanh nghiệp tư nhân sở hữu đài truyền hình, nhưng "được phép liên kết trong hoạt động báo chí với cơ quan báo chí khác, pháp nhân, cá nhân có đăng ký kinh doanh phù hợp với lĩnh vực liên kết", cho phép các đơn vị tư nhân hợp tác với các đài truyền hình do chính phủ điều hành, tạo nên chủ trương xã hội hoá truyền hình.
Truyền hình hiện là một trong những kênh truyền thông đại chúng lớn nhất tại Việt Nam, khi các khảo sát cho thấy cứ 10 người thì có 8 người xem truyền hình hàng ngày. Tuy nhiên, truyền hình đang bị thách thức bởi các loại hình truyền thông mới, khi chứng kiến sự sụt giảm trong doanh thu của các đài phát thanh truyền hình cũng như sự dịch chuyển của khán giả sang các dịch vụ như video theo yêu cầu hay mạng xã hội trên internet.

## Lịch sử

### Giai đoạn 1965–1975

#### Tại miền Nam
Truyền hình được giới thiệu lần đầu vào tháng 10 năm 1959 tại miền Nam Việt Nam trong một hội chợ triển lãm ở Sài Gòn. Trong chương trình thử nghiệm này, các nghệ sĩ ngồi trong phòng thu hình vi âm quân đội, khán giả được theo dõi qua hai màn ảnh đặt tại trung tâm triển lãm từ 19:30 đến 20:30 mỗi ngày. Tuần báo Điện ảnh ra tháng 11 năm 1959 cho rằng: “Một khi đài vô tuyến truyền hình được thành lập, chúng tôi tin rằng sẽ có rất nhiều người bỏ tiền ra mua máy để hằng ngày được theo dõi, đón coi những chương trình của vô tuyến truyền hình.”
Năm 1965, Đài Truyền hình Sài Gòn (THVN), đài truyền hình đầu tiên của Việt Nam được thành lập. Ngày 22 tháng 1 năm 1966, chương trình truyền hình đầu tiên được phát sóng, và sau đó chính thức phát sóng tại miền Nam vào ngày 7 tháng 2 cùng năm. Đài phát hình đen trắng với tiêu chuẩn kỹ thuật truyền hình hệ FCC, điều tần tiếng 4,5 MHz.
Trong thời gian đầu, do chưa có tháp truyền hình nên việc phát sóng được thực hiện bằng kỹ thuật stratovision (dùng trực thăng để phát sóng). Các chương trình, kể cả tin tức, đều được thu vào băng từ rồi được chuyển lên máy bay Super Constellation bốn động cơ. Mỗi tối, máy bay này chở trang thiết bị rời sân bay Tân Sơn Nhất tới độ cao ổn định 3.150 m tại một địa điểm phía đông nam Sài Gòn khoảng 32 km, rồi từ đó bay theo một lộ trình không đổi, lặp lại mỗi đêm với tốc độ ổn định là 271 km/h. Sóng truyền hình từ trực thăng có thể thu được ở những nơi xa Sài Gòn như Đà Nẵng, Cà Mau hoặc Phnom Penh, nhưng chỉ Sài Gòn và các tỉnh lân cận mới có chất lượng hình ảnh và âm thanh tốt nhất. 

Trụ sở Đài Truyền hình Quân đội Mỹ tại Việt Nam (AFVN) và Đài Truyền hình Việt Nam Cộng hoà nằm ở góc Hồng Thập Tự - Cường Đế, Sài Gòn.

Cùng lúc với việc thiết lập THVN, hệ thống phát thanh - truyền hình của Quân đội Mỹ, lúc đó đang chiếm đóng tại miền Nam Việt Nam, cũng hình thành. Đài này lúc đầu gọi là AFRTS (American Forces Radio and Television Service), đến năm 1967 đổi thành AFVN (American Forces Vietnam Network). Đài phát bằng tiếng Anh trên băng tần số 11, đối tượng phục vụ chính là binh lính Mỹ đang làm việc tại miền Nam.
Sau đó, AFVN tiến hành xây dựng tháp truyền hình tại số 9 Hồng Thập Tự (nay là Nguyễn Thị Minh Khai), cũng là trụ sở chính của đài. Ngày 25 tháng 10 năm 1966, tháp truyền hình đầu tiên của Việt Nam được hoàn thành và đưa vào sử dụng, thay thế cho việc phát sóng bằng máy bay trực thăng trước đó. Tháp cao 128m, là nơi đặt anten phát sóng Kênh 9 (FCC) 25 kW của THVN (được gọi là THVN9 từ đó), Kênh 11 và FM 99.9 MHz của AFVN.
Ngoài Đài phát chính ở Sài Gòn, Việt Nam Cộng hòa còn có bốn đài truyền hình địa phương ở Huế, Quy Nhơn, Nha Trang và Cần Thơ.
Đến năm 1972, Truyền hình Đắc Lộ được thành lập, đây là một hãng truyền hình tư nhân thuộc Giáo hội Công giáo VNCH, do các tu sĩ Dòng Tên điều hành. Truyền hình Đắc Lộ không có kênh phát sóng riêng mà chỉ sản xuất các chương trình khoa giáo để phát sóng trên THVN9, tập trung vào nội dung giáo dục, phổ biến kiến thức cho người dân, đặc biệt là những người nghèo.

#### Tại miền Bắc
Trong khi phạm vi truyền hình của Mỹ và Chính quyền Sài Gòn ở phía Nam ngày một đươc tăng cường, truyền hình hoàn toàn chưa xuất hiện tại miền Bắc. Theo lời kể của nhà báo Hoàng Tùng, vào những năm 1960, mỗi lần đi công tác nước ngoài, được xem truyền hình của các nước khác, Chủ tịch Hồ Chí Minh thường nhắc nhở các cán bộ chuẩn bị mọi điều kiện để xây dựng ngành truyền hình. Thực hiện ý tưởng đó, Xưởng phim Vô tuyến truyền hình Việt Nam đã được thành lập tháng 1 năm 1968, trực thuộc Tổng cục Thông tin, có nhiệm vụ sản xuất phim vô tuyến truyền hình (16 mm) để gửi cho các đài truyền hình nước ngoài, nội dung chủ yếu về chiến tranh Việt Nam, đồng thời chuẩn bị xây dựng ngành truyền hình.
Năm đó, trong một lần tiếp khách quốc tế, Hồ Chí Minh đã hỏi nhà quay phim Phan Thế Hùng: "Bao giờ các chú cho nhân dân ta được xem truyền hình?" , bởi nếu chỉ làm phim gửi ra nước ngoài thì chưa đủ, đã là truyền hình thì phải phát sóng để mọi người dân được xem. Chính phủ thậm chí từng có dự định cho Tổng cục Thông tin một khoảnh đất ở gần Chùa Bộc (Hà Nội) để xây dựng đài truyền hình, song việc ấy đã không thực hiện được.
Để chuẩn bị cho việc phát sóng truyền hình thử nghiệm, một đội chuẩn bị làm truyền hình được thành lập với yêu cầu xây dựng hạ tầng kỹ thuật truyền hình tối thiểu gồm trường quay với camera điện tử, máy phát sóng truyền hình, ăng ten phát sóng, máy thu hình. Đài Tiếng nói Việt Nam (VOV) đã cử một số cán bộ sang Cuba và các nước xã hội chủ nghĩa học làm truyền hình. Ở trong nước, VOV phát động làm thí nghiệm truyền hình bằng những thiết bị phát thanh cải tiến (chuyển hai máy phát thanh thành một máy phát hình, một máy phát tiếng) và tự lắp ráp hai máy ghi hình bằng ống thu hình (super orthicon) đã qua sử dụng xin của Đài Truyền hình Moskva (thuộc Liên Xô cũ), được đặt tên là "Ngựa Trời". Tên gọi này bắt nguồn từ tên loại súng “ngựa trời”, súng tự chế của quân Giải phóng miền Nam dùng trong chiến đấu. Hai chiếc camera lần lượt mang số hiệu NT1, NT2, có thể cho ra hình ảnh dù có một số tính năng chưa hoàn thiện.
Ngày 7 tháng 9 năm 1970, từ phòng thu M ở số 58 phố Quán Sứ, VOV đã phát sóng tín hiệu truyền hình đầu tiên; sang năm 1971 thì thành lập Ban biên tập Vô tuyến truyền hình, tiền thân của Đài Truyền hình Việt Nam (VTV) hiện nay. Ngày 30 Tết Tân Hợi (27 tháng 1 năm 1971), VOV phát đi chương trình truyền hình đầu tiên, gọi là "chương trình truyền hình thử nghiệm" phục vụ khán giả Hà Nội. Do chưa có thiết bị lưu trữ nên các chương trình đều được phát sóng trực tiếp. Đến năm 1972, việc phát sóng bị gián đoạn do chiến sự leo thang và Đài Tiếng nói Việt Nam bắt buộc phải sơ tán, trước khi truyền hình phát sóng trở lại năm 1973.

### Giai đoạn 1975–1990
Tại miền Nam, sau khi Hiệp định Paris 1973 được thi hành, đài AFVN chấm dứt hoạt động; tất cả máy móc và trang thiết bị được bàn giao cho THVN9. Mạng lưới của THVN9 vì thế đã mở rộng ra toàn Việt Nam Cộng hòa. Đài chấm dứt hoạt động vào đêm ngày 29 tháng 4 năm 1975, một ngày trước khi miền Nam được giải phóng. Sau khi Sài Gòn được giải phóng, Đài Tiếng nói Việt Nam và Đài Giải phóng A đã cùng Đài giải phóng B miền Đông Nam Bộ tiếp quản toàn bộ hệ thống phát thanh, truyền hình của chế độ cũ để lại. Đài Truyền hình Sài Gòn được đổi tên thành Đài truyền hình Giải phóng; phát sóng trở lại vào tối ngày 1 tháng 5 năm 1975. Cùng lúc đó, Truyền hình Đắc Lộ trở thành cơ sở 2 của Đài Truyền hình Giải phóng, và hoạt động trở lại vào ngày 3 tháng 10 năm 1975. Đến ngày 2 tháng 7 năm 1976, Sài Gòn chính thức được đổi tên thành TP. Hồ Chí Minh, Đài Truyền hình Giải phóng được đổi thành Đài Truyền hình Thành phố Hồ Chí Minh (HTV).
Ở miền Bắc, năm 1976, Trung tâm Truyền hình được xây dựng tại Giảng Võ (Hà Nội), từ đây truyền hình bắt đầu được phát sóng hằng ngày cùng với việc xây dựng tháp truyền hình ở cột 1200 tại Tam Đảo; đến năm 1977, Ban biên tập Vô tuyến truyền hình tách khỏi Đài Tiếng nói Việt Nam, thành lập Đài Truyền hình Trung ương (THTƯ) và chuyển trụ sở tới đây.
Năm 1976, Đài Truyền hình TP.HCM đã thử nghiệm phát hình màu. Hai năm sau, tháng 9 năm 1978, Đài THTƯ cũng đã bắt đầu thử nghiệm truyền hình màu (hệ SECAM) với thời lượng giới hạn nhằm mục đích thử nghiệm, phục vụ một số lượng hạn chế các máy thu hình màu hiện có của khán giả vào thời điểm đó. Để nâng cao trình độ đội ngũ, Đài THTƯ còn cử một đoàn gồm 8 kỹ sư sang thực tập về truyền hình màu tại Đài truyền hình Cộng hòa Dân chủ Đức trong thời gian 1 năm rưỡi. Ngoài ra, Đài cũng xây dựng Đài Tiếp vận Tam Đảo để phủ sóng toàn miền Bắc và hỗ trợ xây dựng các đài truyền hình địa phương.
Mặc dù Việt Nam dùng chuẩn SECAM của Pháp làm chuẩn phát sóng, nhưng hệ thống phát sóng ở hai miền Bắc–Nam hoàn toàn khác nhau: miền Bắc sử dụng chuẩn SECAM/CCIR D, trong khi miền Nam tiếp quản chuẩn phát hình FCC/CCIR M của Mỹ để lại. Vì vậy, để quản lý và thống nhất hệ thống phát thanh truyền hình cả nước, ngày 12 tháng 5 năm 1977, Nhà nước thành lập Ủy ban Phát thanh và Truyền hình (nâng cấp đài TNVN). Trong cơ cấu tổ chức của Ủy ban có Viện Nghiên cứu phát triển Phát thanh Truyền hình (Viện PTTH) để nghiên cứu giải quyết những tồn tại trong hệ thống PT-TH thống nhất, chủ yếu là ở truyền hình. Viện đặt trụ sở ở miền Nam (tại cơ sở 2 của HTV) để thuận lợi phối hợp với HTV giải quyết việc chuyển hệ để thống nhất hệ thống PT-TH trong cả nước .
Với vai trò là đài khu vực Nam Bộ trực thuộc Ủy ban PTTH Việt Nam, HTV đã giúp đỡ cho các đài truyền hình ở các tỉnh phía Nam (cũng là các chi nhánh của Đài trước năm 1975) khôi phục lại cơ sở vật chất hoặc xây dựng thêm.
Dưới sự giúp đỡ của đài THTƯ và HTV, hệ thống các đài truyền hình địa phương dần được hình thành. Năm 1976, Đài Truyền hình Vinh được thiết lập, theo sau là Đài Truyền hình Đà Nẵng được thành lập trên cơ sở trạm phát sóng Hải Vân (thuộc Đài Truyền hình Huế). Năm 1978, truyền hình Thanh Hóa chính thức phát sóng, cùng với đó, truyền hình Vinh được chuyển giao về UBND địa phương, trở thành "Truyền hình Nghệ Tĩnh" (nay là Đài Phát thanh - Truyền hình Nghệ An). Đầu năm 1979, chương trình truyền hình mang tên "Truyền hình Hà Nội" bắt đầu phát sóng trên truyền hình quốc gia, ban đầu là chương trình phục vụ cho người dân Thủ đô, phát hàng tháng, sau đó dần tiến tới phát sóng hàng ngày. Đây là tiền thân của Đài Phát thanh - Truyền hình Hà Nội ngày nay. Năm 1983, truyền hình Hải Phòng và truyền hình Quảng Ninh chính thức được lên sóng. Năm 1984, Cao Bằng, Đắk Lắk, Lâm Đồng phát sóng chương trình truyền hình đầu tiên. Năm 1985, Đồng Tháp trở thành đài truyền hình thứ hai tại Tây Nam Bộ sau Cần Thơ, đến năm 1991 thì phải bỏ phát vì vấn đề tài chính, và chỉ phát sóng trở lại từ năm 1997; còn Đài PT-TH Lâm Đồng trở thành đài thứ 2 tại miền Nam có hệ thống phát sóng truyền hình màu.
Thời kỳ này, phương tiện thông tin chưa phát triển, hàng ngày hai đài THTƯ và HTV trao đổi băng hình thông qua đường hàng không. Ngoài ra, thông qua đường bộ, Đài THTƯ chuyển băng hình cho Đài truyền hình Hải Phòng và các tỉnh lân cận, cũng như HTV chuyển băng hình cho các đài truyền hình phía Nam. Điều này dẫn đến việc chương trình truyền hình quốc gia bị phát trễ hơn khoảng vài ngày. Tuy phần lớn chương trình bấy giờ đều do THTƯ hoặc HTV sản xuất, các đài địa phương cũng cố gắng xen vào một vài chương trình phục vụ cho người dân địa phương, bổ sung cho các chương trình quốc gia, chủ yếu là Thời sự địa phương.
Nửa đầu thập niên 1980, công cuộc phát hình màu của các đài truyền hình bắt đầu diễn ra. THTƯ chính thức chuyển sang phát hình màu toàn thời gian vào đầu tháng 8 năm 1986, thay vì chỉ riêng các chương trình đặc biệt trước đây. Cùng thời điểm đó, HTV bắt đầu phát sóng thêm kênh HTV7 để thuận tiện cho việc chuyển đổi hệ phát sóng. Vào đêm ngày 23 tháng 8 năm 1987, do thiếu tiền cải tạo hệ thống điện đã quá cũ kỹ mà một vụ cháy lớn đã xảy ra, thiêu rụi toàn bộ trung tâm truyền hình của HTV. Tuy nhiên, ngay đêm hôm sau, HTV chuyển qua phát hình màu và chấm dứt hệ đen trắng.
Được sự tài trợ của Chính phủ Liên Xô, tháng 7 năm 1980, Đài Vệ tinh mặt đất Hoa Sen 1 (cách thị xã Phủ Lý 20 km) cùng tuyến vi ba với trạm chuyển tiếp tại Phú Xuyên (Hà Tây) đã hoàn thành để truyền tín hiệu về Bưu điện Bờ Hồ (Hoàn Kiếm) và Đài Truyền hình Việt Nam ở Giảng Võ. Lần đầu tiên, Trung tâm Truyền hình Giảng Võ đã trực tiếp ghi nhận được hình ảnh màu của chương trình hàng ngày ở Moskva. Công trình đã được đưa vào sử dụng đúng dịp kỷ niệm lần thứ 25 ngày ký Hiệp định về hợp tác kinh tế, khoa học kỹ thuật, thương mại giữa Việt Nam và Liên Xô và khai mạc Thế vận hội Mùa hè 1980. Kể từ đó, tin tức thời sự quốc tế của Đài Truyền hình Trung ương Liên Xô hàng ngày đến với Việt Nam, liên lạc viễn thông và một số hình ảnh về Việt Nam đến được với thế giới.
5 năm sau, năm 1985, Liên Xô tiếp tục tặng Việt Nam Đài Vệ tinh Hoa Sen 2, đặt tại đường Mạc Đĩnh Chi, Thành phố Hồ Chí Minh. Với Đài Hoa Sen 2, việc liên lạc qua vệ tinh giữa Hà Nội và Thành phố Hồ Chí Minh đã được thiết lập, và các đài truyền hình hoàn toàn có khả năng trao đổi chương trình hàng ngày gần như tức thời, tạo điều kiện cho các đài truyền hình địa phương có thể phát chương trình truyền hình quốc gia trong ngày. Sau đó vài năm đã có những thay đổi lớn về tổ chức: Ủy ban PTTH Việt Nam giải thể, VOV và VTV được điều chuyển cho Bộ Văn hóa - Thông tin - Du lịch quản lý; tất cả cơ sở phát sóng và truyền dẫn của phát thanh - truyền hình lại được chuyển cho Tổng cục Bưu điện, đặt dưới sự quản lý của Cục Kỹ thuật Phát thanh - Truyền hình mới được thành lập.
Trong giai đoạn này, Việt Nam đang còn là thành viên của OIRT (Organization International of Radio and Television) – Tổ chức phát thanh truyền hình của các nước xã hội chủ nghĩa, đứng đầu là Liên Xô. Truyền hình Việt Nam bắt buộc phải sử dụng tiêu chuẩn màu SECAM, hệ chính được sử dụng ở các nước thành viên OIRT, trong khi hầu hết các máy ghi hình, thiết bị xử lý tín hiệu tại trung tâm lại sử dụng hệ PAL hoặc đa hệ, ngoại trừ một số máy ghi hình chuyên dụng của Liên Xô sử dụng hệ SECAM. Lúc này công nghệ truyền hình màu trên thế giới có 3 tiêu chuẩn: NTSC, PAL, SECAM, trong đó nổi trội hơn cả là hệ PAL. Truyền hình Việt Nam khi đó muốn chuyển đổi sang hệ PAL, song lại không được phép. Khi Liên Xô sụp đổ, tổ chức OIRT cũng không còn, các đài truyền hình đã quyết định chuyển sang phát sóng truyền hình màu hệ PAL.

### Giai đoạn 1990–2007
Ngày 30 tháng 1 năm 1991, Chính phủ ra quyết định số 26/CP giao cho Tổng cục Bưu điện thuê vệ tinh Intesputnik truyền dẫn tín hiệu phát thanh truyền hình. Từ Tết 1991 bắt đầu truyền chính thức bằng cách phủ sóng qua vệ tinh chương trình truyền hình quốc gia để các đài địa phương thu lại và phát sóng. Nhờ đó, các đài truyền hình các tỉnh, thành phố đã có một bước tăng trưởng về số lượng. Năm 1994, lần đầu tiên truyền hình Việt Nam khai phá băng tần UHF qua sự kiện Đài PT-TH Sông Bé (tiền thân của hai đài Bình Dương và Bình Phước) bắt đầu phát sóng kênh 25 UHF vào ngày 2 tháng 9 năm 1994, kéo theo sự hưởng ứng và áp dụng của hàng loạt đài truyền hình khác. Thành công này đã mở ra cho ngành truyền hình trong cả nước một chặng đường mới.
Các kênh VTV2 và VTV3 của VTV lần lượt được lên sóng trong tình trạng thiếu hụt băng tần; ba kênh VTV đã có lúc phải chia sẻ chung một kênh tần số. Đến ngày 31 tháng 3 năm 1998, kênh VTV3 được phát trên một kênh vệ tinh riêng, theo sau là VTV2 vào năm 2001, nhiều đài địa phương thời kỳ này chủ yếu tập trung tiếp sóng VTV2 vì vùng phủ sóng VTV2 lúc ấy là kém nhất trong số 3 kênh chính của VTV. 
Giai đoạn này, nhiều tỉnh thành cũ bắt đầu tách tỉnh, do đó xuất hiện thêm nhiều đài truyền hình mới, như Đài Truyền hình Đà Nẵng (sau này là VTV Đà Nẵng, đến năm 1997 thì sáp nhập với đài tiếng nói nhân dân Đà Nẵng và nhiệm vụ thực hiện chương trình phát hình của đài tiếng nói nhân dân Đà Nẵng trở thành DRT Đà Nẵng), Quảng Nam, Hà Giang, Nam Định, Ninh Bình, Trà Vinh, Bình Dương.... Tại miền Trung, Đài Truyền hình Phú Yên được thành lập nhằm giải quyết vùng trắng sóng truyền hình cho người dân, Đài PT-TH Ninh Thuận cũng được tách ra từ Đài PT-TH Thuận Hải (nay là Đài PT-TH Bình Thuận).
Về thiết bị truyền hình, thời điểm này các đài truyền hình địa phương thường dùng máy quay Panasonic M (M7/M9/M1000/M3000) dùng băng VHS thường, và M9000 (dùng băng S-VHS) & máy quay Sony (Betacam/DVC) để quay phim, phát sóng chương trình. Về băng lưu trữ, VTV & HTV dùng băng Ampex 2 Inch để lưu trữ phát sóng, các đài còn lại dùng băng Betacam/VHS để phát sóng, thời điểm năm 1999, HTV là đài đầu tiên thực hiện việc chuyển băng phát sóng tự động. Về thiết bị dựng đồ họa qua bàn phi tuyến, một số đài lớn & các đài địa phương lúc ấy đã có bàn phi tuyến, như VTV, HTV (Amiga),... một số đài làm đồ họa khá đơn giản, hoặc nhờ đài/đơn vị khác để làm. Về máy phát, đầu những năm 1990 một số đài địa phương chỉ phát sóng với công suất dưới 1kw, sau này được nâng cấp lên nhờ vốn của nước ngoài/các đài lớn hỗ trợ.
Những năm cuối thập niên 1990, trên thế giới xuất hiện 3 tiêu chuẩn phát sóng truyền hình số: ATSC của Mỹ (1995), DVB-T của châu Âu (1997) và DiBEG của Nhật. Truyền hình Việt Nam phải đứng trước sự lựa chọn giữa ba tiêu chuẩn này. Cuối cùng, qua các cuộc thử nghiệm, Hội đồng Khoa học Đài Truyền hình Việt Nam đã nhất trí trình lãnh đạo đài ký quyết định lựa chọn tiêu chuẩn truyền hình số mặt đất cho Việt Nam. Trưa ngày 26 tháng 3 năm 2001, ông Hồ Anh Dũng - lúc đó là Tổng Giám đốc Đài THVN - đã chính thức ký quyết định lựa chọn tiêu chuẩn truyền hình số mặt đất DVB-T.
Từ đầu tháng 1 năm 2002, Đài Phát thanh - Truyền hình Bình Dương (BTV) đã bắt đầu phát sóng hệ thống truyền hình kỹ thuật số mặt đất (DVB-T, chuẩn nén MPEG-2) trên 2 kênh 50 và 53 UHF với 16 kênh truyền hình. Ngay sau đó, thì VTC với cũng 16 kênh (Kênh UHF 55, 56) mới xuất hiện và HTV (Kênh UHF 39 với 8 kênh) chỉ mang tính thử nghiệm.
Năm 2003, VTV bắt đầu phát sóng 2 kênh VTV1 và VTV3 theo chuẩn DVB-T. Cũng trong thời điểm này, BTV chính thức phát sóng 24/24h kênh BTV3 trên kỹ thuật số, ở vị trí 50 UHF, tạo tiền đề cho việc các Đài Truyền hình phát sóng 24/24h sau này.
Năm 2004, VCTV bắt đầu khai trương dịch vụ truyền hình số vệ tinh DTH, sau đó cung cấp dịch vụ Internet băng thông rộng trên mạng DTH và Truyền hình Cáp vào năm kế tiếp. Cùng năm đó, Đài truyền hình Kỹ thuật số VTC được thành lập và bắt đầu triển khai truyền hình số trên phạm vi toàn quốc dưới chuẩn DVB-T.
Cũng trong năm 2004, Teletext - giải pháp truyền dẫn thông tin dưới dạng văn bản thông qua kênh truyền hình - bắt đầu được ứng dụng tại Việt Nam thông qua sự hợp tác giữa Đài Phát thanh - Truyền hình Đồng Nai và Công ty cổ phần Công nghệ Việt (Vitek). Với công nghệ này, người xem có thể truy cập nhiều thông tin cần thiết như tin thời sự, giá cả,... được cập nhật liên tục trên màn hình mà không phải phụ thuộc vào chương trình phát sóng của đài. Công nghệ này sau đó cũng được Đài Phát thanh - Truyền hình Thái Nguyên đưa vào thử nghiệm năm 2009 dưới sự hợp tác với công ty Hanel, nhưng cho đến nay Teletext tại Việt Nam đã không có sự phát triển và mở rộng nào thêm.

### Giai đoạn 2008 đến nay
Năm 2008 là thời điểm truyền hình độ phân giải cao HD bắt đầu xuất hiện tại Việt Nam, với việc truyền hình cáp HTVC lên sóng các kênh HTV7, HTV9, FBNC trên hệ thống theo tiêu chuẩn HD. Sau HTV, SCTV và VTC cũng chen chân vào xu hướng truyền hình HD khi ra mắt dịch vụ này cùng với truyền hình vệ tinh.
Tháng 9 năm 2008, Công ty Nghe nhìn Toàn cầu (AVG) chính thức phát sóng tại khu vực miền Bắc và miền Trung truyền hình số mặt đất theo chuẩn DVB-T2. Cùng năm đó, Thủ tướng Chính phủ Nguyễn Tấn Dũng ký phê duyệt "Đề án số hóa truyền dẫn, phát sóng truyền hình mặt đất đến năm 2019" (Đề án Số hóa truyền hình) nhằm chuyển đổi tín hiệu phát sóng truyền hình analog sang truyền hình số mặt đất DVB-T2, với mục tiêu đến năm 2019,100% hộ dân tại khu vực miền Bắc và miền Trung ở Việt Nam có thể xem được truyền hình số.
Tháng 6 năm 2009, Công Ty TNHH Truyền hình số Vệ tinh Việt Nam (VSTV), liên doanh giữa Trung tâm Kỹ thuật Truyền hình cáp của VTV và Công ty Canal+ Overseas chính thức được thành lập. Đầu năm 2010, công ty này chính thức ra mắt thương hiệu Truyền hình số vệ tinh K+.
Tháng 11 năm 2011, Công ty Nghe nhìn Toàn cầu (AVG) chính thức phát sóng toàn quốc truyền hình số mặt đất theo chuẩn DVB-T2. Cùng năm đó, Thủ tướng Chính phủ Nguyễn Tấn Dũng ký phê duyệt "Đề án số hóa truyền dẫn, phát sóng truyền hình mặt đất đến năm 2020" (Đề án Số hóa truyền hình) nhằm chuyển đổi tín hiệu phát sóng truyền hình analog sang truyền hình số mặt đất DVB-T2, với mục tiêu đến năm 2020 100% hộ dân ở Việt Nam có thể xem được truyền hình số.
Năm 2013, VTV phát sóng thử nghiệm truyền hình số tại một số thành phố lớn theo tiêu chuẩn DVB-T2 và phát sóng chính thức từ năm 2014.
Đề án Số hóa truyền hình của Chính phủ bắt đầu được triển khai từ năm 2015 bằng việc ngừng phát sóng hoàn toàn truyền hình analog tại Thành phố Đà Nẵng và phía Bắc tỉnh Quảng Nam. Các địa phương khác thực hiện ngừng phát sóng hoàn toàn truyền hình analog trong các năm tiếp theo. Đến 0 giờ ngày 28 tháng 12 năm 2020, 15 địa phương cuối cùng trong lộ trình số hoá truyền hình mặt đất đã ngừng phát sóng truyền hình tương tự. Việt Nam chính thức hoàn thành Số hóa truyền hình mặt đất.
Từ tháng 9 năm 2016, SCTV đã tiến hành thử nghiệm truyền hình độ nét siêu cao 4K trên hệ thống truyền hình cáp đang có, lần đầu tiên tại Việt Nam. 1 năm sau đó, VTC cũng bắt đầu triển khai phát sóng miễn phí các chương trình được sản xuất theo tiêu chuẩn 4K trên hệ thống DVB-T2 tại một số tỉnh và thành phố.  Từ năm 2016 đến nay, hàng loạt kênh truyền hình đồng loạt công bố phát sóng HD, thậm chí là Full HD 1080i, như Vĩnh Long, Lào Cai, Vĩnh Phúc, Đồng Tháp, Bà Rịa - Vũng Tàu, Bình Dương...

## Mức độ phổ biến của truyền hình tại Việt Nam

### Văn hóa, lối sống
Những năm 70, 80, 90 thế kỷ 20, khi điều kiện kinh tế còn khó khăn, phương tiện truyền thông còn hạn chế, thì nhu cầu giải trí thường nhật trở nên quá xa xỉ đối với nhiều người. Hiếm có hộ gia đình sở hữu được một chiếc ti vi đen trắng, nên những nhà này được coi là khá giả trong khu vực của mình thời điểm đó. Mỗi buổi tối, dân chúng thường tập trung ở các gia đình có ti vi để theo dõi các chương trình mình yêu thích. Các chương trình truyền hình, từ trung ương đến địa phương, hầu như chiếm được cảm tình của nhiều khán giả. Trẻ em thường thích nhất chương trình Những bông hoa nhỏ cùng với các tiết mục ca, múa, kịch thiếu nhi và phim hoạt hình ngắn của Việt Nam và nước ngoài. Trong khi đó, người lớn lại yêu thích sân khấu và phim truyện. Trên truyền hình Việt từng xuất hiện nhiều bộ phim Việt Nam nổi tiếng như: Ván bài lật ngửa, Biệt động Sài Gòn, Cánh đồng hoang, Vĩ tuyến 17 ngày và đêm,...; những tích chèo Quan âm Thị Kính, Kim Nham; tuồng Sơn Hậu, Ông già cõng vợ đi xem hội...; kịch Ông không phải là bố của tôi, Chát xình chát bùm…;sân khấu có cải lương, ca cổ, kịch...  hay các phim nước ngoài như: Tam quốc diễn nghĩa, Tây du ký, Nô tỳ Isaura, Đơn giản tôi là Maria, Người giàu cũng khóc, Oshin, Trở về Eden, Hồng Lâu Mộng,... Đặc biệt, vào những dịp có các sự kiện thể thao lớn như World Cup 1994, SEA Games 18, Euro 1996..., chiếc ti vi trở thành thỏi nam châm thu hút hàng triệu sự chú ý của khán giả.
Cùng với cảnh cả ngôi làng cùng tập trung xem ti vi, trong tiềm thức của nhiều thế hệ còn có hình ảnh của những chiếc ăngten, thứ gắn liền với một thời "vàng son" của truyền hình - truyền hình analog. Hình ảnh người đứng trên nóc nhà vừa xoay vừa chỉnh ăngten bất chấp thời tiết để có tín hiệu truyền hình tốt nhất, giao diện bảng màu gắn liền với truyền hình analog, hay màn hình nhiễu sóng với nhiều “hột é” đã trở thành ký ức khó phai của nhiều người.
Sau này, khi công nghệ phát triển, đời sống được nâng cao, những chiếc ti vi màu dần thế chỗ ti vi đen trắng, ngày càng nhiều gia đình mua được ti vi. Những nếp sống trên vì thế cũng trở nên ít dần rồi không còn nữa. Ngày nay, nhiều gia đình sở hữu không dưới một chiếc ti vi màn hình phẳng và lớn với hàng trăm kênh khác nhau để lựa chọn, nội dung chương trình ngày càng đa dạng và ưu việt. Song do sự phát triển mạnh của các hình thức giải trí khác, đặc biệt là qua các nền tàng mạng xã hội như YouTube, Facebook nên không nhiều người giữ được thói quen xem truyền hình như trước đó.

### Máy thu hình (tivi)
Nguyệt san Thời Nay từng mô tả về chiếc ti vi như sau: “Máy truyền hình đã xuất hiện tại VN, lần đầu tiên, năm 1966. Một chiếc Denon, 12 inches, giá 16.500 đồng, 19 inches: 30.000 đồng... Mặc dù kỹ thuật còn lỉnh kỉnh, như: vô tuyến truyền hình, chương trình cao su, hát nói nhiều hơn hình ảnh, ti vi - một danh từ mới - đã được “khán thính giả” VN chiếu cố kỹ. Nhà nhà đều có ti vi. Ai không có thì đi coi cọp. Ăng ten mọc như mắc cưởi, hướng loạn trên các mái nhà, nhất là ở các tỉnh. Chương trình được hâm mộ nhất là... cải lương và... đài Mỹ. Batman xuất hiện khắp hang cùng ngõ hẻm. Lúc đó điện còn yếu, mỗi nhà một survolteur cho ti vi”.
Thời điểm đó, chiếc ti vi với giá thành đắt đỏ đã trở thành niềm mơ ước của nhiều gia đình. Việc có được chiếc tivi đã được coi là cả một gia tài đối với những gia đình sở hữu được nó, nên "làng nào chỉ cần có một đến hai chiếc ti vi là buổi tối người dân cả làng đến xem". Cùng với sự phát triển của xã hội, đời sống vật chất được nâng cao, những chiếc ti vi dần trở nên phổ biến hơn với người xem. Cho đến nay, máy truyền hình ngày càng được cải tiến, từ chiếc tivi LCD đầu tiên tại Việt Nam xuất hiện từ năm 2003, hay những chiếc tivi HD 32 inch từ 2006 của LG, Samsung,... và hiện tại là những Smart TV, OLED TV hỗ trợ chuẩn hình ảnh 4K và cao hơn.

### Hạ tầng
Với việc độ phủ sóng truyền hình càng ngày được nâng cao, qua việc thành lập các trạm phát lại truyền hình ở các xã, phường, các Đài Truyền hình huyện.... tiếp phát sóng chương trình truyền hình trung ương & địa phương, và cũng có một số Đài Truyền hình địa phương lớn sẵn sàng ký kết hợp đồng với các Đài Truyền hình địa phương khác phát sóng chương trình truyền hình / tiếp phát chương trình truyền hình của đài địa phương đó trên kênh tần số riêng. Hay các đài truyền hình địa phương đua nhau ký kết hợp tác để phát sóng trên vệ tinh, để tăng độ phủ sóng, cùng với việc mạng truyền hình cáp phổ biến, phát triển,.... Do đó truyền hình càng dễ tiếp cận hơn với khán giả, qua mọi phương thức xem khác nhau: Di động, IPTV, internet, truyền hình cáp, DVB-T2....

### Chương trình truyền hình
Các chương trình truyền hình, bao gồm nhiều thể loại như tin tức, giải trí, văn hóa - văn nghệ, thể thao, thiếu nhi, khoa học - giáo dục, phóng sự - tài liệu..., cũng là một bộ phận quan trọng tạo nên độ phổ biến của truyền hình. Đồng thời, mức độ nổi bật và sự quan tâm chương trình của khán giả còn dựa vào việc truyền thông, quảng bá qua các phương tiện thông tin đại chúng của nhà đài hay đơn vị sản xuất (thông qua quảng cáo, báo chí, mạng xã hội...) 

### Tỉ lệ người xem
Mức độ quan tâm của khán giả đối với các chương trình truyền hình Việt Nam được đo bằng Rating (tỉ lệ người xem). Tại Việt Nam, công ty TNS Media trực thuộc Tập đoàn Kantar Media (Anh) là công ty đo lường khán giả truyền hình đầu tiên và từng nắm thế độc quyền cung cấp dữ liệu chỉ số đo lường khán giả trong thời gian dài. Chính điều đó đã dẫn đến hàng loạt lùm xùm về sự thiếu minh bạch, không chính xác trong các chỉ số rating mà TNS đưa ra.
Đến tháng 3 năm 2016, Trung tâm Đo kiểm và dịch vụ phát thanh truyền hình thuộc Cục phát thanh, truyền hình và thông tin điện tử (Bộ Thông tin và Truyền thông) công bố sự tham gia của mình vào thị trường đo rating, phá vỡ thế độc quyền của TNS. Cơ quan này cùng với Công ty Nghiên cứu thị trường Nielsen và Công ty Trách nhiệm hữu hạn Đo kiểm AMI thiết lập nên hệ thống đo lường VIETNAM-TAM,  phục vụ công tác quản lý của nhà nước đối với các kênh truyền hình và tạo ra nguồn thu từ việc bán các gói cung cấp rating cho các đài và công ty quảng cáo.

## Các phương thức truyền dẫn phát sóng truyền hình[72]

### Truyền hình analog
Nguồn tham khảo:
Truyền hình analog xuất hiện ở Việt Nam từ những năm 1960. Tại Việt Nam, truyền hình analog phát sóng trên băng tần VHF (từ kênh 6 đến kênh 12), và trên băng tần UHF (từ kênh 21 đến kênh 62). Chỉ có một số nơi dùng tần số dưới 6 VHF (như kênh 3 VHF ở Tam Đảo, Cần Thơ và Lãnh sự quán Nga ở TPHCM). Khoảng đầu thập niên 1990, một số đài truyền hình ở phía Nam đã bắt đầu phát sóng trên băng tần UHF, điển hình là Đài Phát thanh - Truyền hình Sông Bé (tiền thân của Đài Phát thanh - Truyền hình Bình Dương) tiên phong dùng băng tần UHF đầu tiên với tần số 25 và 44 UHF. Đa số truyền hình analog mặt đất tại Việt Nam dùng hệ D/K (riêng kênh HTV7 ở Vĩnh Phúc dùng hệ M vào giai đoạn 2003–2005).
Bên cạnh đó, tần số từ 13 đến 20 UHF được dành để phát sóng Chương trình Truyền hình Quân đội của một số tỉnh thành, như Ninh Bình (17 UHF),... Các kênh có tần số trong khoảng 63 - 69 UHF phần lớn được cho là để phát sóng truyền hình analog lậu ở một số tỉnh thành như Ninh Bình, Hà Tây (cũ), Long An, Điện Biên... Trước đây, nếu muốn xem được các kênh truyền hình bị nhiễu sóng (do trùng với kênh tần số), cần phải có bộ khuếch đại riêng.
Truyền hình analog mặt đất hiện không còn được phát sóng ở Việt Nam sau khi hoàn thành số hoá truyền hình mặt đất vào ngày 28 tháng 12 năm 2020.

### Truyền hình kỹ thuật số

#### DVB-T
Tại Việt Nam, Công ty Đầu tư và Phát triển Công nghệ truyền hình Việt Nam (VTC) bắt đầu phát sóng truyền hình số mặt đất DVB-T vào năm 2001. Đây là đơn vị đầu tiên của Việt Nam thực hiện phát sóng truyền hình số mặt đất, tạo tiền đề cho Đề án Số hóa truyền dẫn, phát sóng truyền hình mặt đất đến năm 2020 của Chính phủ.
Tháng 2 năm 2002, Đài PT-TH Bình Dương (BTV) bắt đầu phát sóng truyền hình số DVB-T tại khu vực miền Nam, trên 2 kênh 50 và 53 UHF.
Đầu tháng 9 năm 2003, HTV phát thử nghiệm DVB-T trên kênh 30 UHF, phát kênh HTV7, HTV9 và một số kênh khác. Sau đó không lâu, ngày 1 tháng 10 năm 2003, kênh này lên sóng chính thức và các kênh HTV1, HTV2, HTV3, HTV4 cùng lúc ra đời. Tháng 12 năm 2003, trước thềm khai mạc SEA Games 22, Đài Truyền hình TP.HCM (HTV) bắt đầu phát sóng truyền hình hình số mặt đất DVB-T trên kênh 39, sau đó là kênh 25 và dừng phát sóng vào ngày 31 tháng 12 năm 2011.. Cũng trong tháng 10 năm 2003, công ty Hanel tiến hành thử nghiệm truyền hình số DVB-T trên kênh 47 UHF tại Hà Nội, với nội dung là chương trình VTV3 và Đài PTTH Hà Nội từ 6h - 22h 
Năm 2005, VTC được Nhà nước cấp phép triển khai phát sóng truyền hình số DVB-T toàn quốc.
Năm 2008, kênh 50 UHF của BTV xuống sóng, Đài vẫn tiếp tục phát sóng kênh 53 UHF.
Ngày 31 tháng 12 năm 2012, sau 10 năm phát sóng, Đài PT-TH Bình Dương chấm dứt phát sóng truyền hình kỹ thuật số DVB-T.
Theo đề án Số hóa truyền hình của Chính phủ, đến hết năm 2020, Việt Nam sẽ hoàn thành số hóa truyền hình, chuyển sang phát sóng truyền hình kỹ thuật số mặt đất theo chuẩn DVB-T2. Hiện tại tất cả các đơn vị truyền dẫn truyền hình số mặt đất đã chuyển sang phát hình theo chuẩn DVB-T2.

#### DVB-T2
Tại Việt Nam, Công ty Cổ phần Nghe Nhìn Toàn Cầu (AVG) bắt đầu cung cấp dịch vụ truyền hình số mặt đất với chuẩn phát sóng DVB-T2 vào năm 2011. Đây là đơn vị truyền dẫn đầu tiên của cả nước phát sóng truyền hình số mặt đất theo chuẩn DVB-T2.
Năm 2013, Đài Truyền hình Việt Nam thử nghiệm phát sóng truyền hình số mặt đất DVB-T2 tại Hà Nội, đến 2014 chính thức phát sóng. Công nghệ truyền hình hệ DVB-T2 hiện tại đang được sử dụng để phát sóng truyền hình trên băng tần UHF trên toàn quốc, với sự tham gia của các đơn vị truyền dẫn: VTV, SDTV, VTC (hiện đã dừng sóng), AVG và DTV, trên tần số từ 21–48 UHF. 
| Bảng tần số các kênh trên hệ DVB-T2 tại Việt Nam (hiện tại) | Bảng tần số các kênh trên hệ DVB-T2 tại Việt Nam (hiện tại) |
| Kênh tần số                                                 | Đơn vị phát sóng                                            |
| ----------------------------------------------------------- | ----------------------------------------------------------- |
| 23                                                          | VTV (Núi Cấm, An Giang)                                     |
| 24                                                          | VTV (Tam Đảo, Tây Ninh)                                     |
| 25                                                          | VTV                                                         |
| 26                                                          | VTV                                                         |
| 27                                                          | VTV                                                         |
| 33                                                          | SDTV (tại miền Nam)                                         |
| 34                                                          | SDTV (tại miền Nam) DTV (Dốc Cun, Hòa Bình)                 |
| 35                                                          | SDTV (tại Côn Đảo)                                          |
| 36                                                          | SDTV (tại Đà Nẵng, Quảng Nam, Đà Lạt, Khánh Hòa, Bình Định) |
| 42                                                          | AVG                                                         |
| 43                                                          | AVG                                                         |
| 44                                                          | AVG                                                         |
| 45                                                          | AVG                                                         |
| 46                                                          | DTV (tại miền Bắc)                                          |
| 47                                                          | DTV (tại miền Bắc)                                          |
| 48                                                          | DTV (tại miền Bắc)                                          |

##### Tần số DVB-T2 ở các địa phương
Từ năm 2017, để người dân dễ dàng thu sóng DVB-T2 hơn, các đơn vị truyền dẫn thường chuyển tần số kênh của các trạm về đúng với tần số kênh theo quy định của Cục tần số và của trạm chính, gọi là mạng đơn tần (SFN). Ngoài ra còn có mạng đa tần số (MFN). Ngoài ra, VTV còn áp dụng công nghệ Dolby Digital Plus cho các kênh phát sóng trên DVB-T2 từ năm 2016.

#### T-DMB
Năm 2009, VTV đã phát thử nghiệm TV Mobile ở Hà Nội, hoàn thiện thủ tục cấp phép phát sóng truyền hình số di động T-DMB trên toàn quốc. Đến năm 2018, Công ty Truyền hình KTS Miền Nam (SDTV) cũng bắt đầu thử nghiệm truyền hình số di động trên khu vực miền Nam.

### Truyền hình vệ tinh
Khái niệm truyền hình vệ tinh xuất hiện lần đầu ở Việt Nam trong khoảng thời gian đầu thập niên 90 của thế kỷ trước, khi một số cơ quan, đơn vị của TPHCM bắt đầu sử dụng truyền hình vệ tinh. Những kiểu anten thu hình rất mới lạ lần đầu tiên xuất hiện trên những mái nhà thành phố, được gọi là TVRO (công nghệ truyền hình vệ tinh).
Vào đầu những năm 2000, người dân ở những vùng bị lõm sóng, không thể xem được truyền hình analog đã sử dụng truyền hình vệ tinh để theo dõi các kênh truyền hình Việt Nam. Tuy nhiên, Nhà nước không thể kiểm soát được nội dung của các kênh trên vệ tinh và điều này dẫn tới việc người dân theo dõi những chương trình có nội dung 'không lành mạnh' . Để giải quyết vấn đề này, ngày 15 tháng 10 năm 2004, Trung tâm kỹ thuật Truyền hình cáp Việt Nam (VCTV) bắt đầu cung cấp dịch vụ Truyền hình số vệ tinh (DTH), phủ sóng toàn bộ lãnh thổ Việt Nam. Mặc dù vậy, do phải thuê vệ tinh Measat 2 của Malaysia với chi phí lớn, trong khi lại thiếu bộ phát đáp vệ tinh, nên số lượng kênh trên DTH không nhiều.
Sau khi vệ tinh Vinasat-1 được phóng thành công năm 2008, HTV là đơn vị đầu tiên ký hợp đồng thuê kênh và phát sóng quảng bá các kênh của mình và nhiều kênh truyền hình địa phương khác. Người xem có thể dễ dàng thu xem miễn phí cùng lúc nhiều kênh truyền hình với chất lượng cao hơn thay vì sử dụng truyền hình analog mặt đất với số kênh giới hạn và chất lượng không đảm bảo. Cuối năm 2008, Tổng công ty truyền thông đa phương tiện VTC cho ra mắt dịch vụ Truyền hình số vệ tinh độ nét cao (HD), phát sóng trên vệ tinh Vinasat 1, sử dụng tiêu chuẩn DVB-S2, với nhiều chương trình có độ phân giải cao (HD).
Từ tháng 5 năm 2009, VCTV thực hiện việc chuyển đổi phát sóng từ vệ tinh Measat 2 sang vệ tinh Vinasat 1, và hoàn tất chuyển đổi vào ngày 1 tháng 7 năm 2009.
Ngày 12 tháng 6 năm 2009, Trung tâm Kỹ thuật Truyền hình cáp Việt Nam (VCTV), cùng với Canal+ Group công bố thành lập liên doanh Tổng Công ty Truyền hình số Vệ tinh Việt Nam (VSTV). Đến ngày 12 tháng 1 năm 2010, VSTV công bố tên thương hiệu mới cho dịch vụ truyền hình số vệ tinh là K+.
Năm 2011, Công ty Cổ phần Nghe nhìn Toàn cầu (AVG) cung cấp dịch vụ Truyền hình An Viên tới tất cả các tỉnh thành trên toàn quốc, thông qua dịch vụ truyền hình số vệ tinh DVB-S2, phát sóng trên vệ tinh NSS6. Đến năm 2015, AVG chuyển đổi phát sóng sang vệ tinh Vinasat 2.
Ngày 5 tháng 12 năm 2014, Tổng Công ty Truyền hình cáp Việt Nam (VTVcab; trước đây là VCTV) chính thức rút khỏi liên doanh VSTV, chuyển quyền chủ đầu tư cho Đài Truyền hình Việt Nam (VTV). Tỷ lệ vốn trong liên doanh VSTV vẫn không thay đổi, trong đó VTV tiếp tục nắm giữ 51% và Canal+ là 49%.

### Truyền hình cáp
Truyền hình cáp bắt đầu xuất hiện ở Việt Nam vào năm 1992, khi Công ty TNHH Truyền hình cáp Saigontourist (SCTV) ra đời. Đây là hãng truyền hình cáp đầu tiên tại Việt Nam, là liên doanh giữa Đài Truyền hình Việt Nam (VTV) và Tổng công ty Du lịch Sài Gòn (Saigontourist) thuộc Ủy ban nhân dân Thành phố Hồ Chí Minh.
Ngày 20 tháng 9 năm 1995, Đài Truyền hình Việt Nam (VTV) thành lập Trung tâm Dịch vụ Kỹ thuật Cáp MMDS. Trung tâm được thành lập trên cơ sở được tách ra từ Trung tâm Kỹ thuật sản xuất chương trình, với chức năng nhiệm vụ chủ yếu là phát triển hệ thống truyền hình viba nhiều kênh MMDS, trở thành hệ thống truyền hình trả tiền nhiều kênh thứ 2 tại Việt Nam. Đến năm 2000, Trung tâm được đổi tên thành Hãng Truyền hình cáp Việt Nam (VCTV). Ngày 17 tháng 2 năm 2003, Trung tâm Dịch vụ Kỹ thuật Truyền hình Cáp Việt Nam được thành lập trên cơ sở VCTV. Đến ngày 21 tháng 11 năm 2003, đổi tên thành Trung tâm Kỹ thuật Truyền hình Cáp Việt Nam, mở thêm dịch vụ truy cập internet cùng với các dịch vụ gia tăng khác. Ngày 7 tháng 5 năm 2013, Truyền hình cáp Việt Nam đổi tên thương hiệu thành Tổng Công ty Truyền hình Cáp Việt Nam, logo thương hiệu đổi từ VCTV sang VTVcab.
Ngày 30 tháng 4 năm 2002, Đài PT-TH Hà Nội bắt đầu cung cấp dịch vụ Truyền hình cáp (HCATV) trên toàn thành phố Hà Nội. Ưu điểm của HCATV là cung cấp dịch vụ truyền hình cáp hữu tuyến, không sử dụng sóng viba, có thể truyền tải được nhiều kênh. Đến tháng 9 năm 2014, HCATV thay đổi thương hiệu thành Hanoicab. Tháng 6 năm 2017, Hanoicab và chi nhánh SCTV tại Hà Nội hợp nhất lại thành Chi nhánh Hanoicab-SCTV, do Hanoicab quản lý.
Ngày 1 tháng 7 năm 2003, Trung tâm Truyền hình cáp–Đài truyền hình Thành phố Hồ Chí Minh (HTVC) được thành lập, là trung tâm phân phối Truyền hình cáp trực thuộc Đài Truyền hình Thành phố Hồ Chí Minh., sử dụng công nghệ cáp vô tuyến (công nghệ hyper cable) & hữu tuyến (CATV) . HTVC cũng là đơn vị đầu tiên trong cả nước triển khai ra mắt dịch vụ truyền hình độ phân giải cao (HDTV) vào năm 2008.
Năm 2009, Công ty Điện tử và Truyền hình cáp Việt Nam (CEC) trực thuộc Tổng công ty truyền thông đa phương tiện VTC đã cho ra mắt dịch vụ Truyền hình cáp CEC (VTC-Cable). Tuy nhiên, do hoạt động thua lỗ, đến ngày 1 tháng 11 năm 2012, VTC đã bán lại mạng truyền hình cáp CEC cho Truyền hình cáp Việt Nam (VCTV).
Cũng trong khoảng những năm 2000 đến 2010, rất nhiều hãng truyền hình cáp địa phương đã được thành lập. Phần nhiều trong số đó hiện nay đã bán lại mạng cáp của mình cho các hãng truyền hình cáp lớn, tiêu biểu có Sông Thu–Arico (Đà Nẵng), NTH (Tây Nguyên), Quy Nhơn Cable, Quảng Ninh Cable, Một số mạng cáp thuộc công ty điện tử TC Corp (Huế, Đồng Tháp, Sóc Trăng, Bến Tre) ...
Đa phần mạng truyền hình cáp tại Việt Nam sử dụng hệ B/G nên sẽ ít gây nhiễu, chỉ có HCATV (Truyền hình cáp Hà Nội) và một số đơn vị truyền hình cáp địa phương sử dụng hệ D/K, hệ mà truyền hình analog phổ thông dùng, do đó chỉ cần cây ăngten thường và vị trí nhà gần hộp cáp thì đã có thể xem được rõ nét các kênh truyền hình cáp.

#### DVB-C
DVB-C là công nghệ truyền hình cáp kỹ thuật số, với chất lượng hình ảnh và âm thanh sắc nét, sử dụng hạ tầng mạng cáp đồng trục HFC để truyền dẫn, với băng thông rộng lớn có thể phát sóng cả những kênh có độ nét cao từ HD trở lên. Để xem được các kênh truyền hình cáp kỹ thuật số, người dùng sẽ phải có một bộ đầu thu giải mã, một thẻ thông minh (thẻ giải mã) mới có thể xem được các kênh truyền hình cáp kỹ thuật số. Công nghệ truyền hình cáp kỹ thuật số được các đơn vị truyền hình cáp lớn tại Việt Nam như HTVC, VTVCab, SCTV và VTC (thời CEC) sử dụng để có thể thêm được nhiều kênh với chất lượng sắc nét và ổn định, tăng thêm nhiều sự lựa chọn cho khán giả.
Truyền hình số DVB-T2 của các đơn vị cáp tại Việt Nam cũng sử dụng hạ tầng mạng cáp đồng trục HFC có sẵn để truyền dẫn . Do kết nối thẳng từ cáp đồng trục của hạ tầng mạng đến socket (ổ cắm cáp) trên tivi, do đó người xem chỉ cần có máy thu hình có tích hợp DVB-T2 là có thể dò kênh và xem được các kênh truyền hình cáp DVB-T2 với chất lượng ổn định mà không phải qua các thiết bị trung gian nào. Hiện nay, SCTV, HTVC và VTVCab là các đơn vị đang truyền dẫn và triển khai dịch vụ truyền hình cáp số DVB-T2 tại Việt Nam.

### Truyền hình giao thức Internet
Ngày 11 tháng 12 năm 2007, Công ty cổ phần Viễn thông FPT (FPT Telecom) thuộc Tập đoàn FPT đã ra mắt dịch vụ IPTV đầu tiên tại Việt Nam với tên gọi "iTV" (sau này là FPT TV). Đây được xem là bước đầu của việc bùng nổ thị trường IPTV tại Việt Nam, với hàng loạt dịch vụ và loại hình sau này.

#### Theo dạng IP (udpxy hoặc m3u8)
Từ đầu những năm 2010, phương thức xem truyền hình qua dạng link m3u8 từ list IPTV của các dịch vụ truyền hình, các website truyền dẫn tín hiệu bắt đầu phát triển tại Việt Nam, người xem chỉ cần tải ứng dụng xem video như VLC, Pot Player, Windows Media Player... trên máy tính và các thiết bị di động và link IPTV là có thể xem được từ hàng trăm - hàng ngàn kênh truyền hình trong nước và quốc tế xuất hiện trên các list IPTV tùy vào các đơn vị hoặc người dùng tự làm.

#### Truyền hình OTT
Năm 2013, trước xu hướng thay đổi của công nghệ, nhất là lĩnh vực truyền hình OTT (phát nội dung qua Internet), các nhà đài đã có một cuộc thử nghiệm lớn với dịch vụ truyền hình OTT. VTVCab là đơn vị đầu tiên chính thức cung cấp dịch vụ truyền hình OTT mang thương hiệu VTV Plus từ tháng 1 năm 2013, thông qua sự hợp tác giữa VTVcab và Công ty Cổ phần Truyền thông Mạng và dịch vụ (Medianet Corporation). Ứng dụng này cho phép xem đa kênh truyền hình trực tiếp, riêng biệt hoá với tính năng xem lại và đặc biệt là trải nghiệm hoàn toàn mới với truyền hình tương tác.
Cùng với đó, các công ty Internet cũng nhảy vào lĩnh vực này, tiên phong là FPT Telecom với ứng dụng xem truyền hình trực tuyến cho các thiết bị cầm tay mang tên FPT Play. Sự ra đời của FPT Play đã đánh dấu sự mở đường của dịch vụ truyền hình OTT – truyền hình Internet tại Việt Nam.
Ngày 1 tháng 11 năm 2014, Thủ tướng Chính phủ đã ký Quyết định số 1984 phê duyệt đề án tạo điều kiện cho kiều bào Việt Nam ở nước ngoài được nghe, xem các kênh phát thanh, truyền hình qua nhiều phương thức khác nhau: trên tivi, máy tính, điện thoại, máy tính bảng và các thiết bị di động khác, qua đó tạo cơ hội để truyền hình OTT có bước phát triển lớn hơn trong giai đoạn kế tiếp.
Năm 2016 đã chứng kiến sự bùng nổ mạnh mẽ của dịch vụ truyền hình OTT với hàng loạt ứng dụng như MyK+ Now (Truyền hình số vệ tinh Việt Nam – K+, nay là App K+), SCTV Vod (Truyền hình cáp Saigon Tourist), VTVcab On (VTVcab)... Bên cạnh đó, sự tham gia của các doanh nghiệp cung cấp dịch vụ xuyên biên giới như Facebook, Google (YouTube), Netflix... vào thị trường Việt Nam cũng khiến cho thị trường truyền hình OTT trở nên sôi động hơn.
Trong khi dịch vụ truyền hình trả tiền nói chung đang có dấu hiệu xuống sức, thì truyền hình OTT lại có tốc độ phát triển chóng mặt. Theo số liệu của Bộ Thông tin & Truyền thông, vào cuối năm 2017 truyền hình OTT mới chỉ có 720.000 thuê bao, nhưng đến cuối năm 2019 đã nhảy vọt lên con số 2,5 triệu thuê bao.
Truyền hình OTT ở Việt Nam hiện nay đang có 4 nhóm tham gia:
- Nhóm 1: Các đơn vị sản xuất nội dung truyền hình chuyển sang hướng làm OTT, lấy Internet làm nền tảng truyền dẫn (K+, VTV, VTC, HTV,...).
- Nhóm 2: Các đơn vị lấy nội dung của nhà đài hoặc tự sản xuất nội dung để làm truyền hình (Viettel, MobiFone,...).
- Nhóm 3: Các đơn vị sản xuất nội dung thuần túy (Cát Tiên Sa, BHD, Q.net...) có thế mạnh về các chương trình giải trí, muốn xây dựng ứng dụng riêng
- Nhóm 4: Các đơn vị làm dịch vụ nền tảng (FPT Play, ZingTV, Clip TV, VNPT Media...)[114]

Để phát triển nội dung, các đơn vị tham gia thị trường OTT truyền hình đang theo 3 hướng chính.
- Đặt hàng và mua bản quyền chương trình. Đặc điểm của các đơn vị theo hướng này đều là sở hữu nền tảng công nghệ và không có thế mạnh nội dung, không tự sản xuất được nội dung; nếu có thì hầu như không  mang tính bản sắc, chủ yếu dựa vào các chương trình ngoại để cạnh tranh.[115]
- Một số đài truyền hình (VTV, HTV,...) có thế mạnh sản xuất chương trình truyền hình, nắm giữ nhiều nội dung do chính họ sản xuất. Các đài này hầu như có sẵn nội dung cho các kênh sóng của mình và chuyển dịch sang phát trên nền tảng Internet. Thế mạnh của các đơn vị này là sở hữu và nắm giữ nhiều nội dung có bản quyền.
- Một số đơn vị khác xác định đối tượng khán giả làm trung tâm và tận dung những nội dung thế mạnh sẵn có phù hợp với nhóm đối tượng đó, kèm theo là một số nội dung riêng biệt trên OTT. Trong nhóm này phải kể đến VTC Now, SCTV, VTVcab.[115]

### Truyền hình di động (TVMobile)
Tháng 9 năm 2006, Nokia và Tổng công ty Truyền thông đa phương tiện VTC đã ký thỏa thuận cung cấp dịch vụ truyền hình kỹ thuật số di động dựa trên công nghệ DVB-H, đánh dấu sự xuất hiện của truyền hình di động tại Việt Nam. Bước đầu, người dùng tại 4 tỉnh thành được cung cấp 8 kênh truyền hình, trong đó có một kênh cung cấp dịch vụ video theo yêu cầu từ một danh mục các chương trình được VTC giới thiệu. Dịch vụ này có sẵn trên các thiết bị đa truyền thông N-serie hỗ trợ chuẩn DVB-H của Nokia.
Trong khi VTC và Nokia đang nghiên cứu để sớm ra mắt truyền hình di động thì hãng điện thoại S-Fone cũng đã sớm triển khai dịch vụ truyền hình trên điện thoại, cũng như dịch vụ xem phim và nghe nhạc theo yêu cầu. Tuy nhiên, giá cước không hợp lý khiến cho các dịch vụ này không được sử dụng nhiều.
Sau một thời gian, VTV cũng tham gia vào thị trường truyền hình di động vào năm 2010 khi Công ty TNHH Dịch vụ truyền hình viễn thông Việt Nam (VTV Broadcom) đã đưa vào thử nghiệm dịch vụ VTV MobileTV (T-DMB). VTV Broadcom đã phối hợp với Vinaphone và một số đối tác khác tiến hành cung cấp dịch vụ tới các thuê bao sử dụng dịch vụ thông tin di động trên mạng Vinaphone ở Hà Nội và TP Hồ Chí Minh với 300 thiết bị đầu cuối. Sau thử nghiệm, VTV dần hoàn thiện thủ tục cấp phép chính thức cho dịch vụ truyền hình số di động trên toàn quốc.
Hiện nạy, truyền hình di động được cung cấp bởi các doanh nghiệp viễn thông như Mobifone, Vinaphone, Viettel,...

## Hệ thống truyền hình tại Việt Nam

### Các đài truyền hình
Hiện tại, Đài Truyền hình Việt Nam (VTV),  Kênh truyền hình Công an nhân dân (ANTV) của Bộ Công an, Kênh truyền hình Quốc phòng Việt Nam của Bộ Quốc phòng và Viettel Media là các đài truyền hình quốc gia, phủ sóng toàn quốc, thuộc hệ các kênh truyền hình thiết yếu. Ngoài ra còn có các đài phát thanh - truyền hình của 34 tỉnh thành trên cả nước, nổi bật trong đó là Đài Truyền hình TP.HCM (HTV), Đài PT-TH Hà Nội, Đài PT-TH Vĩnh Long (THVL), Đài PT-TH Bình Dương (BTV)..., cùng với hơn 500 đài truyền thanh–truyền hình ở các huyện/thành phố trực thuộc tỉnh trên khắp cả nước.

### Các kênh truyền hình

#### Các kênh truyền hình thiết yếu quốc gia
Dưới đây là danh sách kênh chương trình truyền hình phục vụ nhiệm vụ chính trị, thông tin tuyên truyền thiết yếu của Việt Nam do Bộ Thông tin và Truyền thông chỉ định. Các kênh truyền hình này được lựa chọn dựa trên một số tiêu chí, trong đó có "tôn chỉ, mục đích là thời sự - chính trị tổng hợp hoặc nội dung chuyên biệt, đảm bảo phục vụ yêu cầu thông tin, tuyên truyền các nhiệm vụ chính trị, an ninh, quốc phòng của quốc gia". Các đơn vị truyền dẫn quảng bá và trả tiền được yêu cầu phải truyền dẫn phát sóng các kênh này đến người xem.
| Kênh     | Chủ sở hữu                      | Nội dung                       | Năm lên sóng | Năm được chọn | Năm tắt sóng |
| -------- | ------------------------------- | ------------------------------ | ------------ | ------------- | ------------ |
| VTV1     | Đài Truyền hình Việt Nam        | Thời sự - Chính trị - Tổng hợp | 1970         | 2004          |              |
| VTC1     | Đài Truyền hình Kỹ thuật số VTC | Thời sự - Chính trị - Tổng hợp | 2004         | 2012          | 2025         |
| ANTV     | Bộ Công an                      | An ninh trật tự                | 2011         | 2012          |              |
| VNews    | Thông tấn xã Việt Nam           | Tin tức                        | 2010         | 2012          | 2025         |
| QHVN     | Văn phòng Quốc hội Việt Nam     | Thông tin - Tin tức            | 2015         | 2016          | 2025         |
| Nhân Dân | Báo Nhân Dân                    | Thời sự - Chính trị - Tổng hợp | 2015         | 2016          | 2025         |
| QPVN     | Bộ Quốc phòng, Viettel Media    | Quân sự - Quốc phòng           | 2013         | 2016          |              |

## Các thể loại truyền hình

### Truyền hình tương tác
Tại Việt Nam, loại hình này có thể đã xuất hiện từ giữa những năm 90, ban đầu từ chung kết SV 96 trên sóng VTV, sau đó được áp dụng ở nhiều chương trình khác như loạt chương trình MTV, Giải trí trên truyền hình của VTV, Nhịp cầu âm nhạc (HTV)...  thông qua việc nhắn tin và gọi điện để dự đoán, bình chọn và yêu cầu. Từ năm 2004, chương trình Vui cùng Hugo và nhiều chương trình tương tác khác trên sóng HTV  như Thử thách, Stinky và Stomper, Người chiến thắng,... đã áp dụng hình thức tương tác trực tiếp qua việc điều khiển bằng cách gọi điện thoại hoặc nhắn tin. Một số trò chơi hoặc các chương trình khác trên sóng các kênh địa phương cũng như quốc gia đều áp dụng phương thức này, trong đó khán giả ở trường quay và tại nhà có thể tương tác, thậm chí khán giả ở trường quay bình chọn cho thí sinh (như Ai là triệu phú, Tìm người bí ẩn...). Những năm 2000, các kênh truyền hình tương tác cũng bắt đầu xuất hiện tại Việt Nam, người xem chỉ cần nhắn tin yêu cầu bài hát, có thể chat trực tiếp trên sóng truyền hình như kênh VCTV4 (M4Me), VTC13, HTVC+...
Khi các chương trình truyền hình thực tế, cuộc thi bùng nổ, loại hình này được phát triển rộng hơn, mở rộng ra việc tương tác qua mạng xã hội, internet, các ứng dụng nhắn tin... Tuy nhiên, những hình thức này lại tạo nên kẽ hở khi một người có thể nhắn tin liên tục không giới hạn số lần trong 1 khoảng thời gian ngắn, dùng sim rác, tạo nhiều tài khoản đăng nhập, thậm chí có sự thao túng, dàn xếp kết quả từ những người điều hành chương trình hay các đơn vị khác qua việc mua tin nhắn... Cá biệt, một số trường hợp còn lừa đảo, thao túng gây nên sự bất bình trong dư luận, chẳng hạn như chương trình Đi tìm kho báu của VTV.

### Truyền hình thực tế
Đầu năm 2005, VTV3 ra mắt chương trình Khởi nghiệp và ngay lập tức thu hút lượng người xem mỗi tuần. Đây có thể được xem là chương trình truyền hình thực tế tiên phong tại Việt Nam. Cùng năm đó, Vượt lên chính mình, Ngôi nhà mơ ước - một dạng khác của truyền hình thực tế - lần lượt được lên sóng trên HTV.
Tuy nhiên, Phụ nữ thế kỷ 21 (2006) mới thật sự là chương trình truyền hình thực tế đúng nghĩa đầu tiên tại Việt Nam. Ngay khi ra mắt khán giả truyền hình, chương trình đã tạo được sự chú ý bởi tính tươi mới, chân thật và thẳng thắn. Là một cuộc thi truyền hình nhưng các thí sinh được thoải mái bộc lộ quan điểm và cá tính, những điểm mạnh và điểm yếu của bản thân để từ đó phác họa nên những nét độc đáo của phụ nữ ngày nay.
Sau đó, đến năm 2007, công ty Đông Tây Promotion cũng đã thực hiện thành công Vietnam Idol mùa đầu tiên. Từ đó đến nay, các chương trình truyền hình thực tế Việt Nam ngày càng nở rộ với hàng chục chương trình ở các thể loại: âm nhạc, thời trang, điện ảnh, mạo hiểm, nấu ăn, nhảy múa,...  Thống kê năm 2016 cho thấy có khoảng hơn 50 chương trình truyền hình thực tế đã và đang phát sóng trên khắp các kênh truyền hình từ trung ương cho đến địa phương tại Việt Nam.

## Giải thưởng
Liên hoan truyền hình toàn quốc là hoạt động thường niên do Đài Truyền hình Việt Nam tổ chức nhằm tạo cơ hội gặp gỡ cho những người làm truyền hình trên khắp đất nước, là dịp để chọn ra những tác phẩm truyền hình xuất sắc nhất trong năm và cùng chia sẻ những thách thức phải đối mặt trong quá trình phát triển của ngành công nghiệp truyền hình. Liên hoan bao gồm nhiều hoạt động: chấm thi và trình chiếu tác phẩm tham dự, tổ chức các cuộc hội thảo chuyên đề, triển lãm ảnh,... Được tổ chức lần đầu tiên vào năm 1980 và trải qua 41 lần tổ chức, liên hoan đã thu hút sự tham gia của hàng trăm đơn vị làm truyền hình, bao gồm các đài truyền hình tỉnh, thành phố, khu vực, các hãng phim truyền hình. Kể từ lần tổ chức thứ 41 (2023), Liên hoan truyền hình toàn quốc được tổ chức 2 năm một lần. Dự kiến từ lần tổ chức thứ 42 (2025), Liên hoan truyền hình toàn quốc được tổ chức mỗi năm một lần đã trở lại.

## Chương trình truyền hình
Nội dung chương trình truyền hình tại Việt Nam đa dạng với các thể loại như tin tức, văn hóa, giải trí, khoa học, tổng hợp... Dưới đây chỉ trình bày những thể loại chương trình truyền hình phổ biến nhất tại Việt Nam.

### Tin tức
Tin tức truyền hình là một trong những nội dung đầu tiên và cũng là quan trọng nhất trên truyền hình, cập nhật thông tin nổi bật của trong nước và quốc tế. Tại Việt Nam, các bản tin truyền hình được phát sóng ở nhiều khung giờ, như các kênh VTV1, HTV9, VTC1, VTC14 (trước đây) vào mỗi đầu giờ, một số kênh địa phương & quốc gia vào khung giờ vàng (60 giây, Người đưa tin 24h, Chuyển động 24h, Chuyển động Đông Tây, Chào buổi sáng, Chào buổi tối...) với cách trình bày ngắn gọn, súc tích, cập nhật liên tục.  Ngoài ra, một số đài truyền hình còn phối hợp với các đài khác, hoặc các đơn vị báo chí, truyền thông sản xuất tin tức và phát sóng trên truyền hình. 
Hiện nay, Việt Nam đã ban hành quy định không được liên kết sản xuất chương trình thời sự chính trị (trừ các kênh thiết yếu và truyền hình địa phương với thông tin chính trị tại địa phương và các thông tin quan trọng).

### Văn hóa, giải trí

#### Trò chơi truyền hình, cuộc thi truyền hình[144]
Từ những năm cuối thập niên 90, Đài Truyền hình Việt Nam đã đóng vai trò tiên phong trong sản xuất, khai thác các chương trình trò chơi truyền hình, cuộc thi... để phát sóng trên truyền hình, nhất là trên hai kênh VTV2 và VTV3. Đầu những năm 2000, nhiều đài truyền hình khác cũng tham gia sản xuất các trò chơi giải trí thu hút người xem như HTV, BTV (Bình Dương), ĐNRTV, HanoiTV... Tuy nhiên, nổi trội hơn cả là VTV3  khi đã tạo được thói quen xem truyền hình của nhiều khán giả với hàng loạt gameshow buổi tối hấp dẫn. Sau đó, gameshow trở nên bão hòa, các chương trình truyền hình thực tế, gameshow hài kịch, tình yêu, âm nhạc lên ngôi, lấn át trong khung giờ vàng của các kênh truyền hình lớn. Cho đến những năm 2019, khi những thể loại gameshow nói trên trở nên "bội thực", các gameshow kiến thức bùng nổ trở lại trên sóng truyền hình.

 
Nhiều năm trở lại đây, do tiềm lực tài chính không mạnh, việc sản xuất trò chơi truyền hình tại các đài địa phương không còn sôi động như trước. Truyền hình Vĩnh Long là một ngoại lệ với các cuộc thi hát bolero giúp cho đài vượt tầm ảnh hưởng ra khỏi địa phương và nhanh chóng trở thành một trong những kênh giải trí hấp dẫn hàng đầu khu vực phía Nam.. 

#### Ca nhạc
Ca nhạc trên truyền hình Việt Nam xuất hiện dưới nhiều hình thức, có thể là những chương trình tạp kỹ được ghi hình ở trường quay hay ở ngoài trời, cũng có thể là những sự kiện hay chương trình ca nhạc thường niên do các đài truyền hình hoặc công ty sản xuất, hợp tác phát sóng. Ngoài ra còn phải kể đến chương trình ca nhạc quốc tế, ca nhạc V-pop... do các đài truyền hình địa phương tự sản xuất.
Năm 1999, HTV lần đầu ra mắt Nhịp cầu âm nhạc, chương trình tương tác âm nhạc đầu tiên tại Việt Nam, tạo hiệu ứng lớn với hàng chục triệu khán giả miền Nam. Chương trình đã giúp khán giả chủ động hơn trong việc giải trí trên màn ảnh nhỏ thông qua việc gọi điện thoại và gửi tin nhắn đến chương trình để yêu cầu bài hát hay trò chuyện trực tiếp với các ca sỹ. Sau đó vào năm 2000, HTV tiếp tục ra mắt Thay lời muốn nói, một dạng khác của ca nhạc theo yêu cầu nhưng với các ca khúc được ghi hình (đến năm 2004 bắt đầu được phát sóng trực tiếp).  
Năm 2002, thời điểm nhạc nhẹ Việt Nam đang trở nên thịnh hành, Đài Truyền hình Việt Nam ra mắt VTV - Bài hát tôi yêu, cuộc thi chuyên trình chiếu các video ca nhạc theo thiên hướng nhạc nhẹ Việt Nam. Với tinh thần thỏa sức sáng tạo để tạo ra những MV mới mẻ, hấp dẫn, VTV – Bài hát tôi yêu đã chiếm trọn tình cảm của phần lớn khán giả yêu âm nhạc cũng như là nơi đặt niềm tin của nhiều nghệ sĩ. Sự thành công của chương trình là tiền đề cho những chương trình lớn tiếp theo được xuất hiện: Album Vàng, Bài hát Việt,... Về sau, rất nhiều chương trình ca nhạc, liveshow đã xuất hiện không chỉ ở VTV, HTV mà còn ở các kênh địa phương cũng như các kênh chiếu mạng vào mỗi cuối tuần hay hàng tháng như Con đường âm nhạc, Nhóm ca và bạn trẻ, Giai điệu tình yêu, Quà tặng âm nhạc, FPT music home, Giao lộ thời gian, The Khang Show: Music Wave, Khung trời kỷ niệm...

#### Hài kịch, sân khấu[150]
Trước đây, nhiều đài truyền hình thường dành giờ vàng cuối tuần để phát sóng chương trình Sân khấu. Giai đoạn những năm 1980 chứng kiến sự phát triển cực thịnh của thể loại hài kịch, nhất là trên sóng HTV, khi các vở chính kịch vào các ngày thứ Bảy thu hút đông đảo khán giả. Đặc biệt, kịch hài Trong nhà ngoài phố mỗi tối thứ Năm với sự dẫn dắt của đạo diễn Trần Văn Sáu đã tạo hiệu ứng mạnh trong xã hội; nhiều thuật ngữ, câu nói từ Trong nhà ngoài phố trở thành câu nói cửa miệng trong đời sống. Cho đến nay, các vở cải lương, sân khấu, kịch, các tác phẩm, tiểu phẩm hài,... xuất hiện trên sóng truyền hình với đủ thể loại từ châm biếm đến đời sống xã hội. Ở thể loại hài kịch có Gặp nhau cuối tuần (VTV), Kính đa tròng, Chuyện cảnh giác, Siêu thị cười (HTV), Sân khấu hài (một số kênh địa phương), ở thể loại cải lương, ca cổ phần lớn được phát sóng trên các đài địa phương miền Tây mỗi tối... Cùng với việc chất lượng, nội dung ngày càng được chú trọng, các tiết mục hài kịch đã mang lại nhiều giá trị tinh thần cho khán giả. 
Về sân khấu truyền hình, năm 2003 VTV cho ra mắt Nhà hát truyền hình nhằm giới thiệu và trình diễn các tác phẩm kịch, sân khấu, cải lương mỗi tháng cũng như thúc đẩy sáng tác và biểu diễn trong lĩnh vực sân khấu. Thể loại cải lương, ca cổ cũng không kém cạnh với Vầng trăng cổ nhạc, Ngân mãi chuông vàng (HTV)..., và một số chương trình, cuộc thi cải lương, ca cổ trên sóng các đài địa phương.

#### Phim truyện
Phim truyện đã xuất hiện tại Việt Nam từ những năm 80, 90 của thế kỷ trước, ban đầu là những bộ phim Việt Nam tự sản xuất, mà tiên phong là Hãng phim truyện Việt Nam, về sàu là hãng phim truyền hình của các đài truyền hình như VTV, HTV, và một số đài truyền hình địa phương khác.
Từ khi Việt Nam mở cửa với thế giới, nền văn hóa của các nước đã du nhập vào Việt Nam, người dân do đó có nhiều lựa chọn hơn về giải trí. Mảng phim truyện lúc này đã có thêm nhiều thể loại đa dạng từ các nước châu Âu, Mỹ, Úc, châu Á..., điển hình như VTV vào những năm 1996 - 2005, với khung phim truyện mỗi tối trên VTV3 trình chiếu các bộ phim Âu-Mỹ, khung giờ buổi trua dành cho phim châu Á. VTC cũng có khung phim truyện châu Á (Hàn Quốc, Nhật Bản, Đài Loan, Singapore, Hồng Kông, Trung Quốc...) vào khung giờ 17:00 trên kênh VTC1; HTV cũng có khung phim truyện châu Á (Trung Quốc, Hàn Quốc, Đài Loan, Nhật Bản, Hồng Kông, Singapore...) vào khung giờ 17:00 trên kênh HTV7; bên cạnh đó các đài địa phương cũng tham gia phát sóng những bộ phim bom tấn của các nước, đặc biệt trong khung giờ "Phim cuối tuần" (chủ yếu thu lại từ các kênh truyền hình của các nước, hoặc mua băng đĩa hay hợp tác với các công ty bản quyền trong & ngoài nước).
Về sau, khi HTV ra mắt khung phim Việt buổi tối, và trào lưu phim Âu-Mỹ, Hàn Quốc, Đài Loan, Hồng Kông, Trung Quốc, Nhật Bản, Úc xuất hiện, các bộ phim Âu-Mỹ dần trở nên ít xuất hiện hẳn vào khung giờ 23:00 trên kênh HTV7, chỉ còn bó hẹp lại trong khung phim cuối tuần. Lúc này HTV, ĐNRTV là những đài đi đầu trong sản xuất, hợp tác phát sóng phim Việt giờ vàng, với những bộ phim ăn khách, tạo dấu ấn cho người xem. Từ cuối năm 2007, VTV đã bắt đầu mở khung giờ phim Việt buổi tối trên VTV1 và VTV3 và cũng tạo được hiệu ứng tích cực với người xem. Trào lưu phim Việt cũng được rất nhiều đài truyền hình địa phương đi theo, hợp tác phát sóng với các hãng phim, các công ty truyền thông... Hiện nay, với việc cạnh tranh với xu thế hiện tại, phim truyện Việt Nam đang có sự thay đổi mạnh mẽ, hướng đến mọi đối tượng, do đó có nhiều bộ phim đã để lại ấn tượng cho khán giả như Người phán xử, Người giàu cũng khóc, Bỗng dưng muốn khóc, ...
Năm 2013, Đài Truyền hình Thành phố Hồ Chí Minh xin trân trọng thông báo để cho đã quyết định sẽ tuyên bố ngừng làm thuyết minh phim với giọng đọc. Sử dụng dành cho phim nước ngoài, lần đầu tiên được lồng tiếng giọng miền Nam trên HTV. Từ năm 2013 đến nay. Thuyết minh phim vào cuối thập niên 90 cho đến hết năm 2013 ngừng làm thuyết minh phim giọng đọc để dành cho phim dưới dạng lồng tiếng Nam Bộ.

### Thể thao
Những sự kiện thể thao đầu tiên được chiếu trên truyền hình Việt đã xuất hiện từ thời THVN9, đáng chú ý là các trận đấu của Giải vô địch bóng đá thế giới 1974. Tuy chỉ dưới dạng phát chậm, vài ngày sau khi trận đấu kết thúc mới được phát sóng, nhưng lại được công chúng hưởng úng nhiệt liệt.
Năm 1978, lần đầu tiên hai đài truyền hình HTV và VTV tham gia tường thuật vòng chung kết Giải vô địch bóng đá thế giới. Hai năm sau, qua sóng vệ tinh của Liên Xô, lần đầu tiên người dân Việt Nam được thưởng thức Thế vận hội Mùa hè 1980 tổ chức tại Moscow, Nga.
Những năm 80, 90 của thế kỷ trước, để phát sóng các sư kiện thể thao, các đài truyền hình thường phải xin sóng của nước ngoài (chủ yếu là từ Liên Xô) hay được hỗ trợ bản quyền miễn phí, lúc này vấn đề bản quyền chưa được đặt ra đối với Việt Nam. Sau này, khi đời sống kinh tế phát triển hơn, các đài truyền hình phải bỏ ra một khoản tiền không nhỏ, thậm chí lên tới hàng chục triệu đô la, để có thể giành quyền phát sóng các sự kiện thể thao và thu hút khán giả. Từ trước đến nay, Việt Nam đã từng có bản quyền của nhiều giải đấu thể thao, nổi bật trong đó là Ngoại hạng Anh, La Liga, Bundesliga, Champions League và những World Cup, Euro của bóng đá, ATP của quần vợt, hay các đại hội thể thao lớn có Thế vận hội, Đại hội Thể thao châu Á, Đại hội Thể thao Đông Nam Á,...
Đối với các chuyên đề thể dục - thể thao trong nước, trên nhiều kênh truyền hình thường có các chương trình như "Câu lạc bộ thể thao", "Tạp chí thể thao"..., trong đó có chương trình "Thể dục buổi sáng" phát vào lúc bắt đầu các chương trình truyền hình, nổi bật nhất là chương trình của VTV, HTV & Đài PT-TH Hà Nội. Khi kênh thể thao và giải trí VTV3 ra đời năm 1996, kênh này dành nhiều thời lượng khai thác và thực hiện phóng sự, sản xuất các giải đấu thể thao lớn trong & ngoài nước.
Về kỹ thuật, hiện tại Đài Truyền hình Việt Nam cùng với đơn vị con là Truyền hình Cáp Việt Nam là hai đơn vị có đủ năng lực để sản xuất tín hiệu cung cấp các trận đấu thể thao, đặc biệt là bóng đá theo tiêu chuẩn quốc tế tại Việt Nam.

### Thiếu nhi
Từ thời THVN9, các chương trình thiếu nhi đã đóng vai trò quan trọng trong việc thu hút khán giả, đặc biệt là các khán giả nhỏ tuổi. Một số chương trình thiếu nhi tiêu biểu trong giai đoạn này có thể kể đến như: Hoa thế hệ (giới thiệu những diễn viên nhí cải lương, hồ quảng...),, chương trình thiếu nhi Xuân Phát của nghệ sĩ Xuân Phát, chương trình thiếu nhi Hoa bách hợp của Hội Hướng Đạo Việt Nam, chương trình ca nhạc thiếu nhi Nguyễn Đức của nhạc sĩ Nguyễn Đức, chương trình Đố vui để học do Vũ Khắc Khoan điều khiển, Đinh Ngọc Mô phụ trách.
Sau một thời gian gián đoạn kể từ khi thống nhất đất nước, nội dung thiếu nhi được quan tâm trở lại và phát trên sóng của HTV, trong đó có chương trình Đố em. Cho đến những năm 70-80 của thế kỉ 20, các chương trình liên quan đến thiếu nhi ngày càng trở nên phổ biến, nhất là với sự xuất hiện của Những bông hoa nhỏ mỗi tối trên sóng truyền hình trung ương. Các bộ phim hoạt hình phát sóng tại Việt Nam thời kỳ này đa số được khai thác từ các nước xã hội chủ nghĩa ở Đông Âu, về sau xuất hiện thêm nhiều loạt phim của Nhật Bản, Trung Quốc, Hàn Quốc, Tây Âu, châu Mỹ,... Năm 1996, VTV3 mở chuyên mục "Góc thiếu nhi" với việc khai thác những bộ phim hoạt hình có bản quyền, nổi bật trong đó là Thủy thủ mặt trăng. Cùng thời điểm, hàng loạt đài địa phương cũng đã khai thác, chiếu lại các bộ phim hoạt hình từ sóng của đài HTV và đài Trung ương VTV, hoặc thu sóng từ nước ngoài, hoặc hợp tác mua bản quyền phát sóng; nhiều bộ phim hoạt hình trên các kênh truyền hình tại Việt Nam phát sóng đầu tiên là HTV7 đã tạo được hiệu ứng mạnh mẽ, gây ấn tượng với khán giả. Năm 2000, loạt phim Doraemon được phát sóng trên VTV1 vào mỗi sáng chủ nhật đã được công chúng đón nhận nồng nhiệt. Cùng với đó, các chương trình thiếu nhi được sản xuất trong nước cũng đã để lại dấu ấn cho khán giả, như Những đứa trẻ tinh nghịch, Vườn cổ tích (VTV3),...
Nhu cầu thưởng thức nội dụng thiếu nhi ngày càng tăng lên dẫn đến sự ra đời của hàng loạt kênh truyền hinh chuyên biệt dành cho thiếu nhi. Bắt đầu từ HTV3 năm 2003 (nhưng đến năm 2008 mới trở thành kênh thiếu nhi một cách đầy đủ), VTV6 năm 2007, VTV7 năm 2016, VCTV8 - Bibi (ON Bibi hiện tại) năm 2006, và sau đó là nhiều kênh truyền hình khác.

### Khoa học – Giáo dục
Các nội dung khoa học - giáo dục (còn gọi là khoa giáo) trên sóng truyền hình được phát triển từ lâu và đã trở nên phong phú, bao gồm: dạy học, khám phá thế giới, thế giới động vật, giáo dục đào tạo. Ở Việt Nam, các kênh truyền hình địa phương thường khai thác các chương trình phim tài liệu, thế giới động vật... từ các kênh truyền hình lớn trong nước hoặc nước ngoài. Các kênh VTV2, VTV7, VTC11, HTV3, HTV4 (nay là HTV Key) đã trở thành nhóm kênh dẫn đầu trong việc sản xuất và khai thác các chương trình khoa giáo trên truyền hình. 
Về nội dung giáo dục, những năm 1990, VTV & HTV cho ra đời chương trình Dạy ngoại ngữ trên sóng truyền hình, với giáo trình Follow Me của BBC. Năm 1996, VTV ra mắt chương trình Dạy học từ xa trên hệ thống MMDS và tạo nên nhiều tiếng vang trên sóng truyền hình Việt Nam. Chương trình này cùng với các chương trình Ôn thi đại học trên kênh VTV2 đã trực tiếp phục vụ đối tượng học sinh ôn luyện cho kì thi đại học. Ngoài ra trên truyền hình còn có nhiều chương trình dạy học, dạy nghề phân theo lĩnh vực và đối tượng khán giả.
Ngoài ra, dù không được trình bày ở đây, nhiều thể loại chương trình khác (phóng sự - tài liệu, văn nghệ, đời sống - tổng hợp, y tế, sức khỏe...) cũng thu hút những sự chú ý nhất định từ khán giả.

### Khác

#### Truyền hình cơ sở (Trang địa phương)
Truyền hình cơ sở là dạng tin tức về tình hình đời sống, chính trị, xã hội, văn hóa... của một hoặc các huyện của một tỉnh, do các đài truyền thanh - truyền hình huyện sản xuất, thường được phát trên sóng truyền hình địa phương. Trước đây, VTV1 có chương trình Trang địa phương, đưa tin về tình hình đời sống chính trị, xã hội, văn hóa, dân sinh của các tỉnh thành, do các đài PT-TH tỉnh thành đó sản xuất, ghi hình, và gửi cho Đài Truyền hình Việt Nam để phát sóng.

#### Cầu Truyền hình
Cầu Truyền hình là một chương trình truyền hình đặc biệt, tổ chức vào những dịp lễ lớn hay sự kiện lớn của đất nước. Lần đầu tiên Việt Nam xuất hiện thể loại này là vào năm 1996 với Cầu truyền hình do VTV và HTV phối hợp thực hiện được phát sóng trực tiếp vào lúc 23h15 phút ngày 18 tháng 2 năm 1996 (Tức 30 Tết Ất Hợi, có thể gọi với tên gọi là Cầu Truyền hình Chào Xuân Bính Tý '96 (Tức năm 1996)) và là Cầu Truyền hình đầu tiên tại Việt Nam.
Mặc dù chỉ phát trong vòng 45 phút với ba điểm cầu gồm Studio Giảng Võ (Tức Trung tâm Truyền hình Giảng Võ), Hồ Hoàn Kiếm -  Thủ đô Hà Nội và Quảng trường trước UBND thành phố Hồ Chí Minh - TP.Hồ Chí Minh nhưng chương trình đã để lại ấn tượng tốt đẹp với khán giả truyền hình và đánh dấu cho sự phát triển mới của truyền hình Việt Nam với thể loại mới lúc bấy giờ là Cầu Truyền hình.
Sau Cầu Truyền hình đầu tiên năm 1996 và cho đến hiện nay, Đài Truyền hình Việt Nam (VTV) và Đài Truyền hình Thành phố Hồ Chí Minh (HTV) là hai đài truyền hình mạnh nhất về thể loại này. Hiện nay tất cả các chương trình Cầu Truyền hình trực tiếp do VTV tổ chức trực tiếp trên VTV1, còn Cầu Truyền hình trực tiếp do HTV tổ chức trực tiếp trên HTV9.
Nếu VTV có những chương trình Cầu Truyền hình nổi bật: Bản hùng ca bất diệt (2007 và 2012), Hành trình theo chân Bác (2010), Sáng mãi đường Hồ Chí Minh trên biển, Hạ Long thần tiên (2011), Biển đảo của chúng ta (2013), Tổ quốc nhìn từ biển, Hát mãi khúc quân hành (2014), Đảng và Mùa xuân, Mùa xuân đầu tiên, Người giữ lửa, Lá cờ độc lập (2015), Chung một con đường, Dáng đứng Việt Nam (2017), Bài ca kết đoàn (2019), Ánh sáng niềm tin, Hồ Chí Minh - Sáng ngời ý chí Việt Nam (2020), Khúc tráng ca hòa bình (2022)... thì HTV cũng không kém với những chương trình: Ký ức 27 tháng 7 (2012), Hồ Chí Minh - Cuộc hành trình của thời đại (2011), Bản hùng ca mùa xuân (2013 và 2018), Ngàn hoa dâng Bác (2013 và 2018), Hát cùng Trường Sa - Song Tử Tây thân yêu, Âm vang Biên giới (2013), Hát cùng DK1 thân yêu, Những năm tháng không thể nào quên, Vinh quang Công đoàn Việt Nam, Vinh quang Bộ đội Cụ Hồ (2014), Vì nước quên thân, vì dân phục vụ - Tỏa sáng giữa đời thường (2015), Linh thiêng Việt Nam (2017 và 2022), Nguồn sáng dẫn đường (2019)...
Nhưng nổi bật hơn cả chính là Cầu Truyền hình đón Tết Âm lịch và Dương lịch, được phát sóng trực tiếp vào đêm 31 tháng 12 (Với Tết Dương lịch) và 29, 30 Tết Âm lịch (Với Tết Âm lịch tùy theo tháng 12 âm đủ hay thiếu). Đây là chương trình đặc biệt nhất trong năm nhằm truyền tải tới khán giả truyền hình cả nước không khí trước giao thừa và thời khắc chuyển giao giữa năm cũ và năm mới. Như đã nói ở trên với việc VTV và HTV hợp tác làm Cầu Truyền hình đón Giao thừa xuân Bính Tý năm 1996, nó đã mở ra hàng loạt những chương trình Cầu Truyền hình đón giao thừa sau này.

#### Truyền hình tiếng dân tộc
Truyền hình tiếng dân tộc là một loại hình chương trình chuyên biệt do các đài truyền hình sản xuất để phát trên chính đài họ hay gửi cộng tác cho VTV5. Các chương trình tiếng dân tộc thường chỉ kéo dài từ 20 – 30 phút, thậm chí ngắn hơn, và chỉ có phần tin tức về tình hình đời sống, chính trị, xã hội, văn hóa của một địa phương, tuy nhiên gần đây xuất hiện nhiều chương trình khoa giáo (Khám phá thế giới của đài PT-TH Thanh Hóa, các chương trình Khám phá Việt Nam, Ký sự do VTV sản xuất và biên dịch,...) văn hóa giải trí (ca nhạc, biểu diễn văn nghệ tiếng dân tộc, kịch (sân khấu Dù kê, 1 số vở kịch nói bằng tiếng Thái của đài PT-TH Sơn La), sitcom (Hoa nắng vùng cao trên VTV5 bằng tiềng Mông và Chăm),...).
Theo vị trí địa lý, loại hình truyền hình tiếng dân tộc được chia làm 3 loại:
- Loại 1: Bao gồm các chương trình do các đài miền Bắc (trừ đồng bằng sông Hồng) và 2 tỉnh Thanh Hóa và Nghệ An. Những chương trình này gồm các thứ tiếng Mông, Dao, Thái, Tày,....
- Loại 2: Bao gồm các chương trình do các đài từ Quảng Trị trở vào Bình Thuận ở miền Trung và toàn bộ Tây Nguyên, gồm các thứ tiếng Bana, Jrai, Chăm, Êđê,...
- Loại 3: Bao gồm các chương trình do các đài miền Nam (trừ VTV9, Đồng Nai và các thứ tiếng khác Khmer ở hai tỉnh Bình Phước, Sóc Trăng) phát tiếng Khmer.

Loại hình chương trình tiếng dân tộc ở miền Tây Nam Bộ đã có từ khi chương trình tiếng Khmer của Đài Truyền hình Cần Thơ (sau là VTV Cần Thơ, nay thuộc VTV9) được lên sóng năm 1976. Ở miền Bắc, các đài Hà Giang, Sơn La và Lào Cai tiên phong trong việc phát sóng các chương trình tiếng Mông, Dao, Thái từ những năm cuối thập niên 90. Lâm Đồng là đài truyền hình đầu tiên trong khu vực miền Trung – Tây Nguyên phát chương trình tiếng dân tộc.

#### Truyền hình an ninh/quân đội
Đây là những chương trình chuyên biệt, phản ánh về những hoạt động của các đơn vị công an và quân đội trên phạm vi cả nước nói chung và địa phương nói riêng, cũng như đáp ứng yêu cầu tuyên truyền, quảng bá sâu rộng về xây dựng lực lượng vũ trang và bảo vệ Tổ quốc trong thời kỳ mới. 
Hiện tại, Trung tâm Phát thanh - Truyền hình Quân đội (thuộc Bộ Quốc phòng) và Cục Truyền thông Công an Nhân dân (thuộc Bộ Công an) là những đơn vị thực hiện sản xuất những chương trình chuyên biệt về an ninh và quốc phòng, phát sóng trên các kênh VTV1, VTV2 & VTV3 của Đài Truyền hình Việt Nam. Ngoài ra, các đơn vị trực thuộc các Quân khu và Công an các tỉnh thành còn phối hợp cùng nhiều đài phát thanh và truyền hình địa phương để sản xuất và phát sóng những chương trình chuyên biệt.

#### Quảng cáo truyền hình
Quảng cáo truyền hình (phim quảng cáo) là nhân tố không thể thiếu, tạo nên doanh thu cho các đài truyền hình qua việc bán quảng cáo trong các chương trình truyền hình. Tại Việt Nam, có một quy luật được rút ra rằng chương trình nào càng thu hút khán giả, tỉ lệ người xem cao, lượng quảng cáo sẽ càng nhiều với giá cao hơn. Một khảo sát từ năm 2003 tại TP.HCM cho thấy tỉ lệ người xem truyền hình chỉ để xem quảng cáo chiếm khoảng 20 đến 30%.
Mặc dù vậy, không ít những quảng cáo từng phát sóng trên truyền hình đã đem lại những tác động tiêu cực đến người xem, điển hình như quảng cáo máy lọc nước Kangaroo phát lặp lại liên tục, sữa chua Ba Vì dạy trẻ tính sai, Maggi 3 ngọt khuyến khích các đấng mày râu có "bồ", Mandarin Garden có hồ rộng 13ha, sữa TH sạch hay chỉ là slogan, con dâu vô lễ với mẹ chồng trong quảng cáo Rejoice, Comfort cổ vũ sinh con thứ 3, nước tăng lực Hổ Vằn,...

## Hiện trạng truyền hình

### Kỹ thuật
Hiện nay, các đài truyền hình trên cả nước đã áp dụng hệ thống phát sóng tự động bằng server, hệ thống phát hình số... để phù hợp với yêu cầu nâng cao năng lực sản xuất cũng như chất lượng các chương trình truyền hình, song song với đó là đầu tư và đổi mới, nâng cấp các thiết bị quay phim, phát sóng... phù hợp với mọi loại hình tác nghiệp và điều kiện sản xuất. Ngoài ra, các đài truyền hình còn trang bị xe truyền hình lưu động hiện đại để phục vụ cho việc tác nghiệp, truyền hình trực tiếp các sự kiện quy mô địa phương cũng như toàn quốc.

#### Chất lượng hình ảnh
Hầu hết kênh truyền hình tại Việt Nam hiện nay đã phát sóng với tiêu chuẩn HD 1080i (với DVB-T2 và các hạ tầng khác; với các đơn vị OTT, IPTV còn áp dụng thêm HEVC), riêng kênh On Sports + của VTVCab phát sóng 1080i50. 16 kênh truyền hình đang phát sóng theo chuẩn hình ảnh 720p: Hà Nam, Bến Tre, Ninh Thuận, Hưng Yên, Hải Dương, Thái Bình, Thanh Hóa, Đồng Tháp, Sơn La, Yên Bái, Quảng Bình, Đắk Lắk, Nam Định, Sóc Trăng, Thừa Thiên Huế; Một số kênh truyền hình đã phát sóng HD ít nhất từ một hạ tầng trở lên.
Việt Nam cũng đã xuất hiện những kênh truyền hình có độ phân giải siêu cao 4K, như kênh VTC HD1 4K năm 2017, nhưng chỉ dừng lại ở mức thử nghiệm.

#### Độ phủ sóng
Hiện nay, với hầu hết các đài truyền hình từ địa phương đến trung ương, khán giả có thể tiếp cận một cách dễ dàng, không chỉ qua truyền hình cáp, kỹ thuật số, vệ tinh (miễn phí, trả phí)... mà còn qua các nền tảng số như OTT, IPTV... Để tăng độ phủ sóng ,các đài truyền hình còn hợp tác với các đơn vị quản lý OTT, các đơn vị cung cấp truyền hình... thậm chí là tạo ứng dụng riêng để đưa kênh của mình và các chương trình phát sóng, phục vụ khán giả trong & ngoài nước.

### Chất lượng chương trình truyền hình
Hiện nay, chất lượng chương trình truyền hình của các đài truyền hình lớn có sự khác biệt rõ rệt so với các đài địa phương. Các đài truyền hình lớn có nhiều điều kiện thuận lợi để đầu tư, nâng cao chất lượng nội dung chương trình, thu hút các đơn vị xã hội hóa sản xuất chương trình, mua bản quyền, hợp tác phát sóng, khai thác quảng cáo... Tuy nhiên, vì phụ thuộc khá nhiều vào xã hội hóa nên các đài này thường gặp khó khăn trong kiểm duyệt nội dung, quản lý sản xuất của các đơn vị trên,  do đó trên truyền hình đã xuất hiện một số chương trình có format tương tự nhau, hay nội dung không phù hợp với khán giả. Các trò chơi truyền hình, chương trình truyền hình thực tế thường là những chương trình bị khán giả phản ứng nhiều nhất.
Còn với các đài địa phuơng, nhìn chung các chương trình gần như ít quan tâm hơn hẳn. Một số đài địa phương, do khó khăn về kinh phí và đầu tư, chỉ có thể sản xuất chương trình với dàn dựng khá đơn giản (điển hình là các đài ở khu vực Tây Bắc, Bắc Trung Bộ & Tây Nguyên), một số đài khác đã có dấu hiệu xuống sức về nội dung sau một thời gian đỉnh cao như Hà Nội, Hải Phòng, Khánh Hòa, Đà Nẵng... Tuy nhiên, không ít đài cũng đã đầu tư về chất lượng, nội dung các chương trình, đồng bộ chất lượng về hình ảnh, nội dung, như Hậu Giang, Vĩnh Long, Đồng Tháp, thậm chí còn trở thành những đối thủ cạnh tranh với các nhà đài lớn. Các chương trình giải trí, phim truyện được các đài địa phương mua lại từ các đơn vị hợp tác xã hội hóa, hợp tác phát sóng với các đài truyền hình lớn.
Hiện tại, trong định hướng của hầu hết đài truyền hình đều đặt mục tiêu nâng cao chất lượng các chương trình phát sóng trên truyền hình.

### Tự chủ tài chính
Năm 1994, HTV trở thành đơn vị đầu tiên trong lĩnh vực phát thanh - truyền hình thực hiện tự chủ về tài chính và dần tiến tới xóa bỏ hoàn toàn chế độ bao cấp. Từ năm 2008 đến nay, VTV cũng thực hiện cơ chế quản lý tài chính, lao động, tiền lương như doanh nghiệp nhà nước.
Không như các đài lớn, hầu hết các đài truyền hình địa phương vẫn phải phụ thuộc vào ngân sách nhà nước và thụ hưởng kinh phí là chính, trừ một số đài đã thực hiện từ lâu như Vĩnh Long năm 2001. Từ đầu năm 2021, các đài phát thanh - truyền hình đều phấn đấu tự đảm bảo kinh phí hoạt động thường xuyên.

### Sản xuất chương trình truyền hình

#### Xã hội hóa
Để tận dụng nguồn thu quảng cáo, các đài truyền hình thường liên kết với các công ty truyền thông, đơn vị, tập thể để sản xuất chương trình, thông qua việc trao đổi mua bán quảng cáo, chi phí trường quay,... Sau khi chương trình phát sóng kết thúc, doanh thu quảng cáo sẽ được chia theo tỷ lệ thỏa thuận giữa đài truyền hình và đối tác sản xuất để trả chi phí bản quyền, sản xuất,... Không chỉ dừng lại ở sản xuất chương trình, nhiều đơn vị còn mua giờ phát sóng của một vài kênh để khai thác, thậm chí thuê cả kênh phát sóng. Phương thức phổ biến nhất hiện nay là đơn vị kinh doanh nộp cho đài truyền hình một khoản tương đương một năm khai thác (do hai bên thỏa thuận), phần nội dung đơn vị tự lên kế hoạch, khung chương trình, sau đó giao cho đài duyệt trước khi lên sóng.
Việc xã hội hóa truyền hình như vậy đã giúp tạo ra những chương trình có chất lượng tốt, để lại ấn tượng sâu đậm với khán giả xem truyền hình. Tuy nhiên, xung quanh vấn đề này còn có nhiều ý kiến trái chiều. Nổi bất nhất là việc một số chương trình chứa nội dung không phù hợp, phản cảm, hay thường xuyên mời người nổi tiếng tham gia chương trình nhằm kiếm rating và quảng cáo đã tạo nên phản ứng ngược cho người xem. 

#### Tự chủ sản xuất
Hầu hết các đài truyền hình hiện nay đều thực hiện tương đối tốt việc tự chủ sản xuất, tuy nhiên lại không được nhiều người quan tâm. Để nâng cao chất lượng nội dung, kỹ thuật, các đài truyền hình đã đầu tư nhiều trang bị kỹ thuật, như xe màu, máy quay phim, đầu tư trường quay, nhân lực... Sau khi hoàn thành số hóa truyền hình năm 2020, các đài truyền hình hiện nay chỉ còn tập trung vào việc sản xuất, phát sóng chương trình.

### Cạnh tranh với các nền tảng trực tuyến
Hiện nay, với sự phát triển của mạng internet cũng như các mạng xã hội như YouTube, TikTok, Facebook... hay các dịch vụ video theo yêu cầu trong và ngoài nước (FPT Play, Danet, Galaxy Play, Netflix...), truyền hình Việt Nam phải cạnh tranh với các nền tảng trực tuyến. Nhiều đài truyền hình dần chuyển dịch sang nền tảng số, từ việc xây dựng ứng dụng xem trực tuyến, đầu tư kho video, đăng tải chương trình trực tuyến, đến đưa tin nhanh, sản xuất nội dung... để thu hút và tiếp cận nhiều hơn với mọi đối tượng khán giả, nhất là với các khán giả thường xuyên sử dụng điện thoại thông minh.

### Bản quyền và xâm phạm bản quyền
Trước đây, khi vấn đề bản quyền chưa được chú trọng tại Việt Nam, các chương trình truyền hình, kể cả thể thao, đều được các đài truyền hình khai thác qua vệ tinh và tự biên dịch, hoặc được miễn phí bản quyền. Từ giữa những năm 1990, các chương trình có bản quyền xuất hiện trên sóng chủ yếu thông qua sự giúp đỡ của các nhà tài trợ, các đơn vị truyền thông. Tình trạng xâm phạm bản quyền từ đây cũng bắt đầu diễn ra và nhanh chóng trở thành vấn đề gây đau đầu với các đài truyền hình lớn. Vì lý do này mà VTV đã để mất bản quyền các cuộc thi Hoa hậu, VTVCab bị tước bản quyền UEFA Champions League 2 năm liên tục, K+ cũng bị thiệt hại kinh tế vì bị vi phạm bản quyền Ngoại hạng Anh... Do vậy, việc siết chặt trong vấn đề bản quyền chương trình truyền hình là vấn đề tất yếu, nhằm đẩy lùi tình trạng vi phạm bản quyền.